# Economie van België
| Economie van België                                         | Economie van België |
| ----------------------------------------------------------- | --- |
| Munteenheid                                                 | euro |
| Fiscaal jaar                                                | kalenderjaar |
| Internationale organisaties                                 | Europese Unie, WTO en OESO |
| Statistieken                                                | |
| Bruto binnenlands product                                   | 508,1 $ (2013) |
| Bruto binnenlands product en koopkrachtpariteit (kkp)       | 422,8 $ (2014) |
| Stijging van het bbp                                        | 1,4% (2014) |
| Bbp per inwoner en kkp                                      | 45.387 $ (2013) |
| Bbp per sector                                              | landbouw 1% (2013), industrie 21% (2013), dienstensector 78% (2013)                                                                          |
| Inflatie                                                    | 1,13% (januari 2014) |
| Percentage van de bevolking dat onder de armoedegrens leeft | 14,8 % |
| Ontwikkelingsindex                                          | 0,897 (zeer hoog) |
| Beroepsbevolking                                            | 5,11 miljoen (2010) |
| Beroepsbevolking per sector                                 | landbouw 1% (2013), industrie 21% (2013), dienstensector 78% (2013)                                                                          |
| Werkloosheidscijfer                                         | 8,5% (augustus 2014) |
| Grootste industriesectoren                                  | machinebouw en engineering, assemblage van auto’s, verpakkingen voor dranken en voedingsmiddelen, chemie, petrochemie, metaal, glas, textiel |
| Buitenlandse handel                                         | |
| Exportvolume                                                | 211,3 miljard € (2010) |
| Belangrijkste afzetmarkten                                  | Duitsland (19,6%), Frankrijk (17,7%), Nederland (11,8%), Engeland (7,6%), Verenigde Staten (5,4%), Italië (4,8%) (2009)                      |
| Importvolume                                                | 213,5 miljard € (2010) |
| Belangrijkste aanvoermarkten                                | Duitsland (17,1%), Nederland (17,9%), Frankrijk (11,7%), Engeland (5,1%), Verenigde Staten (5,7%), Ierland (6,3%), China (4,1%) (2009)       |
| Staatsfinanciën                                             | |
| Staatsschuld                                                | 105,9% van het bbp (2016) |
| Buitenlandse schuld                                         | 1241 miljard $ (2010) |
| Overheidsinkomsten                                          | 151,6 miljard $ (2004) |
| Overheidsuitgaven                                           | 151,1 miljard $ (2004) |
| Uitgaven ontwikkelingshulp                                  | 1.072 miljard $ (2002) |

In een land als België is de economie ingericht naar kapitalistisch model met overheidsinmenging.
België heeft een markteconomie waarin ondernemers bedrijven kunnen opzetten, terwijl de overheid regulerend optreedt. Belangrijke punten die het Belgische economische systeem kenmerken zijn:
- De staat stelt zich ten doel om de ontwikkeling van de vrijemarkteconomie in de pas te laten lopen met de ontwikkeling van de welvaart voor de burgers met behulp van de federale, regionale en gemeenschappelijke instanties.
- De staat bepaalt de regels van het vrije ondernemen. Dit gebeurt om uitwassen te voorkomen die de vrijheid van de burgers zouden kunnen aantasten, onder meer middels een aantal collectieve diensten waarin de vrije markt niet voorziet (onderwijs, ziekenhuizen, openbaar vervoer).

Tot de factoren die ten grondslag liggen aan de ontwikkeling van de rol van de staat in het economische en sociale leven behoren verschillende economische crises, meer in het bijzonder de crisis van 1929. België is een land met een sterk ontwikkelde economie. Het is ook lid van de Organisatie voor Economische Samenwerking en Ontwikkeling (OESO), bestaand uit een groep geïndustrialiseerde landen met een democratisch regime.
Met een oppervlakte van 30.688 km2 en bijna 11 miljoen inwoners, behoort het Belgische bbp tot de 30 hoogste van de wereld. In 2004 bedroeg het bbp per inwoner 30.600 Amerikaanse dollar. In 2005 stond het land als negende op de ontwikkelingsindex. België is lid van de G-10 en volgens de Wereldbank stond het land in 2007 op de 18e plaats van de economische wereldranglijst.
België is een dichtbevolkt land (350 inwoners per km2) dat in een van de meest geïndustrialiseerde gebieden van de wereld ligt. Op het Europese vasteland was dit de regio waar de industriële revolutie begon in het begin van de 19e eeuw. In 1908 wist België Congo in te lijven als kolonie. Voordien was Congo het persoonlijke bezit van de Belgische koning Leopold II. Die voerde een schrikbewind. Meer dan een miljoen Congolezen bezweken onder de dwang van de kolonialen. In het begin van de 20e eeuw verloor het land de export van rubber ten voordele van Engelse rubberplantages in Indonesië. Leopold II werd door de Belgische Regering gedwongen om de kolonie af te staan. Omdat dat land over grote voorraden grondstoffen beschikte, heeft de Belgische industrie tussen 1908 en 1960 kunnen profiteren van enorme hoeveelheden grondstoffen tegen lage prijzen. In hoog tempo werden spoorlijnen, autowegen en havens aangelegd wat de handel met de buurlanden bevorderde. België was een van de grondleggers van de Europese economische gemeenschap en maakte tevens deel uit van de eerste vergadering van de economische monetaire unie in januari 1999.
Met een exportcijfer dat ongeveer twee derde van het bbp bedraagt is België is sterk afhankelijk van de buitenlandse handel. Proportioneel gezien exporteert België tweemaal zoveel als Duitsland en vijfmaal zoveel als Japan (berekend per hoofd van de bevolking). Deze gunstige economische positie heeft het land te danken aan de centrale geografische ligging in Europa en een goed opgeleide beroepsbevolking die vreemde talen spreekt.
Grondstoffen en halffabricaten worden ingevoerd waarna ze, eenmaal verwerkt, weer uitgevoerd worden. Behalve steenkool, die overigens tegenwoordig niet meer gewonnen wordt, beschikt België niet over bruikbare grondstoffen voor de moderne industrie. De Belgische industriële sector herbergt echter nog veel traditionele branches, wat gedeeltelijk te wijten is aan de infrastructuur die is aangelegd ten behoeve van de staal- en textielindustrie (krimpende bedrijfstakken) en daarnaast van de olieraffinage, chemie, levensmiddelenindustrie, farmaceutische industrie, assemblage van auto’s, elektronica en machinebouw.
De gunstige ligging van België bevordert de economische groei: omringd door Duitsland, Nederland en Frankrijk, in de communicatielijnen tussen Engeland en het Europese vasteland en in het hart van de sterkst ontwikkelde regio van West-Europa. Ondanks de hoge industrialisatiegraad van België voorziet de dienstensector in het leeuwendeel van het bbp: 71,8%, tegen 26,3% voor de industrie en 1,9% voor de landbouw.

## Belgische economie in de 20e eeuw

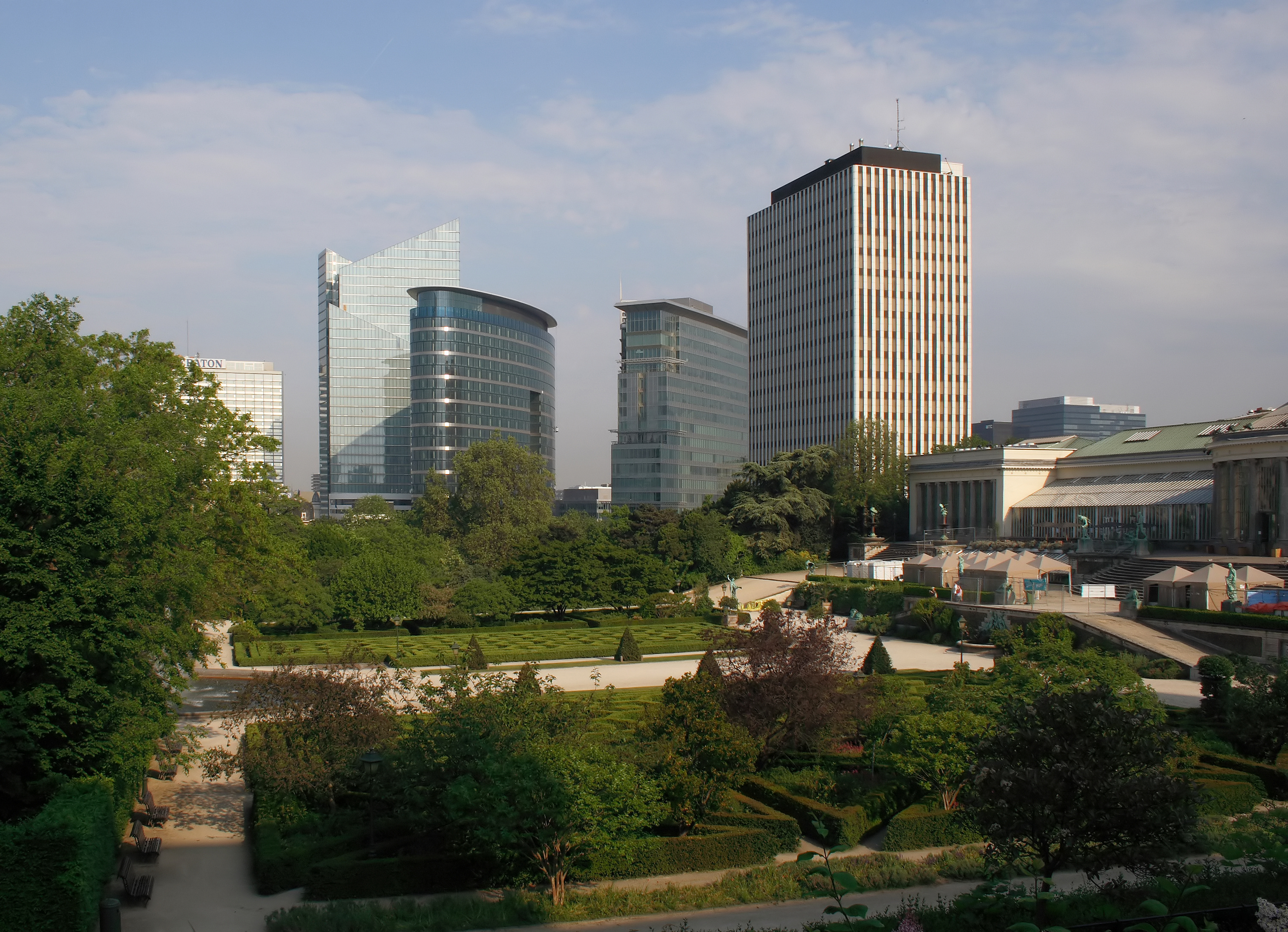
Het financieel centrum van Brussel, zicht vanaf de Kruidtuin

Begin jaren 1980 maakte België een periode van moeizame structurele aanpassingen door, veroorzaakt door een daling in de vraag naar traditionele producten, een afname van de economische productiviteit en een aantal structurele hervormingen die te laat werden doorgevoerd. De daaropvolgende crisis in de jaren 1980-82 veroorzaakte een sterke stijging van de werkloosheid en oplopende sociale lasten, waardoor veel gezinnen in de schulden raakten. Het begrotingstekort liep op tot 13% van het bbp en de staatsschuld bedroeg meer dan 100% van het bbp. Door hun investeringszin in roerend en onroerend goed werd deze schuld echter grotendeels in stand gehouden door de Belgen zelf (70% van de huishoudens is huiseigenaar)
Om uit de crisis te komen lanceerden premier Martens en zijn centrumrechtse coalitie in 1982 een herstelplan voor de economie. Een devaluatie van de Belgische frank van 8,5% moest de concurrentiepositie van Belgische bedrijven versterken en de export vergroten. In 1984 groeide de economie met 2% en in 1989 bedroeg de groei 4%. In mei 1980 had de regering de frank aan de Duitse mark gekoppeld, waarbij de rentevoet van de mark nauw gevolgd werd. Als gevolg van de koersstijging van de Duitse mark stagneerde de groei van de Belgische economie in de jaren 1990.
In 1992-93 werd België getroffen door de zwaarste recessie sinds de Tweede Wereldoorlog, waarbij het bbp daalde naar 1,7% in 1993. In 1999 herstelt de groei zich en stijgt het bbp naar 2,2%. Investeringen (4%) en export (4,4%) stimuleren daarbij de economische activiteit. De consumentenuitgaven blijven wat achter door een lichte inkomensdaling en een gebrek aan vertrouwen bij de consument. Dit cijfer komt op 1% uit terwijl de overheidsuitgaven 0,9% zijn.
Eind 2005 telde België 7.906 bedrijven die failliet gegaan waren in het voorafgaande jaar. Op landelijk niveau kwam dit neer op een op de 100 bedrijven. Uit een studie uitgevoerd door onderzoeksbureau Graydon is gebleken dat dit een nieuw record was.

## Macro-economische cijfers

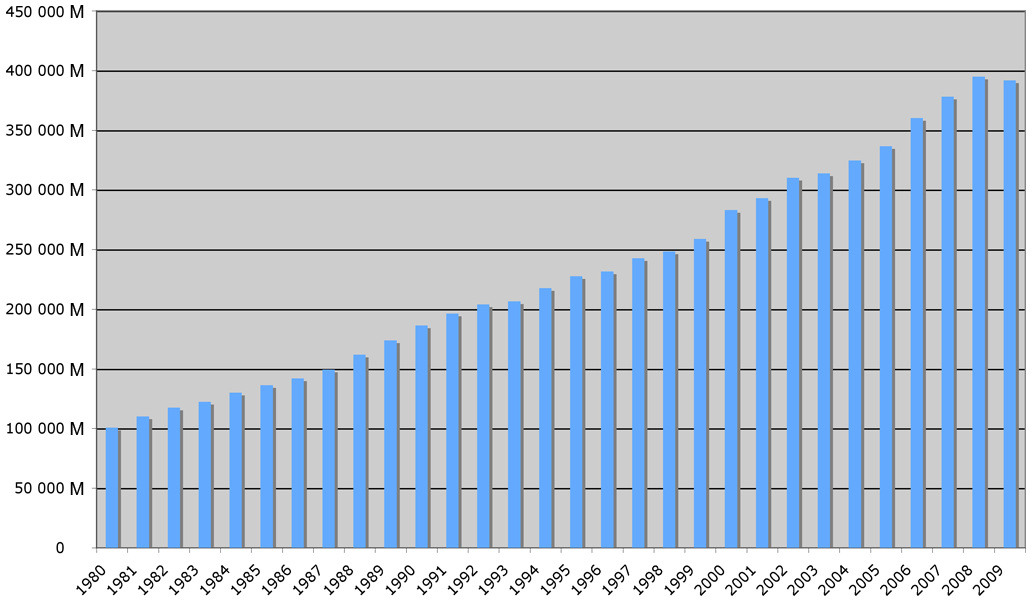
Het Belgische bbp in de periode 1980-2009

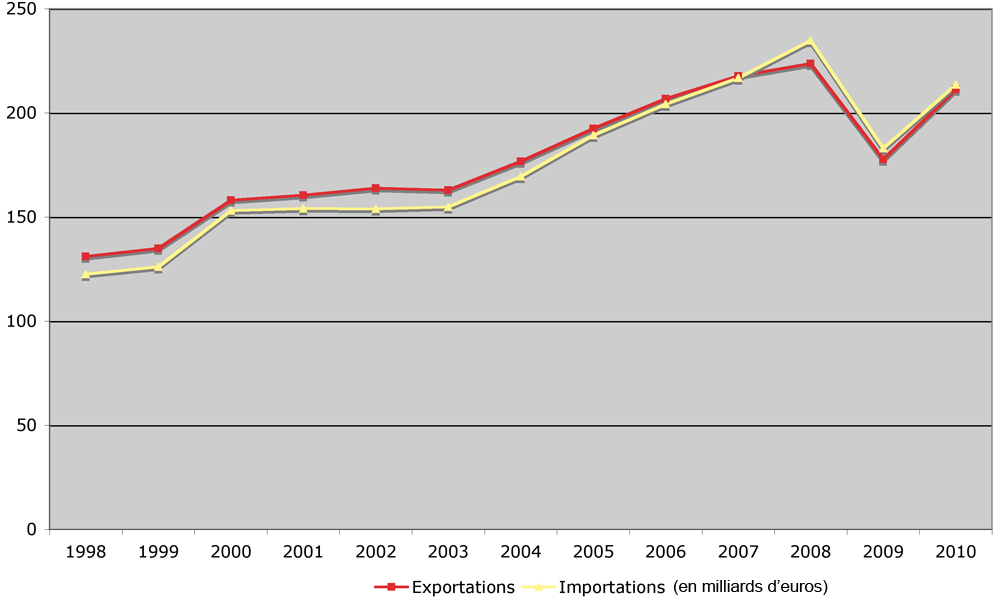
Import en export in België in miljarden euro’s in de periode 1998-2010

### Bbp en groei
Na een negatief groeicijfer in 2009, dat was te wijten aan de mondiale economische crisis, realiseerde België in 2010 een groei van +2% en een bbp van 395 miljard Amerikaanse dollar.
In 2010 steeg het bbp per hoofd van de bevolking naar 37.800 US dollar waarmee België op de 26e plaats komt op de wereldranglijst. Het bbp per hoofd in Vlaanderen is 1,37 keer zo hoog als dat in Wallonië. In de regio Brussel was het bbp 1,69 keer zo hoog als dat in Vlaanderen.

### Buitenlandse handel

Grootte van de Belgische export volgens sector, 2019

De Belgische export bedroeg in 2010 211 miljard euro. Driekwart van de uitvoer betrof de landen van de Europese Unie, in het bijzonder de buurlanden Duitsland, Nederland, Frankrijk en Engeland. Daarnaast zijn Italië en de Verenigde Staten belangrijke exportmarkten voor België. De voornaamste exportproducten zijn chemische producten (25% van de uitvoer; het gaat hierbij voornamelijk om geraffineerde petrochemische producten uit de regio Antwerpen), machines en apparaten, minerale producten en transportmaterieel.
De Belgische import bedroeg in 2010 213 miljard euro. De grootste importeurs zijn Nederland, Duitsland en Frankrijk, en in mindere mate de Verenigde Staten, Engeland, Italië, Ierland en China. De invoer betreft voornamelijk chemische producten, machines en apparaten, minerale producten en transportmaterieel.
Terwijl de handelsbalans van België in relatie met andere EU-lidstaten positief is, geldt dit niet voor landen buiten de Europese Unie, waarmee de balans juist verslechtert. Het handelstekort met Azië bedroeg 9 miljard euro in 2010. Over het algemeen liet de Belgische handelsbalans in 2010 tekorten zien tot 2 miljard euro. In de jaren daarna leek er een verbetering op te treden op dit terrein.

## Financiën

### Munteenheid
Sinds 1 januari 1999 geldt in België de euro als munteenheid. De Nationale Bank van België is verantwoordelijk voor het drukken van bankbiljetten. De Koninklijke Munt is verantwoordelijk voor het slaan van munten, in overeenstemming met de regels van de Europese Centrale Bank.
Voor de introductie van de euro in 2002 was de Belgische frank de nationale munteenheid. De koers was 40,3399 frank voor 1 euro. De oude Belgische franken in munten zijn sinds 31 december 2004 niet meer inwisselbaar, terwijl er voor het inwisselen van bankbiljetten geen einddatum bestaat. Toen de frank nog in gebruik was, was deze vrij inwisselbaar in het Groothertogdom Luxemburg. De koers van de Belgische frank ten opzichte van de Luxemburgse frank was een op een.
In tegenstelling tot de geluiden in sommige andere landen in de eurozone, wil in België geen enkele grote politieke partij van de euro af. Uit een peiling van Eurobarometer uit 2013 blijkt dat 49% van de Belgen van mening is dat de gevolgen van de crisis verzacht worden door de euro. Een andere 49% denkt juist het tegenovergestelde.

### Overheidsschulden en -tekorten
Begin jaren 1990 bedroeg de ratio van de overheidsschuld ten opzichte van het bbp 130%. In 2007 was dit cijfer gedaald tot 87% waarna de ratio weer steeg, naar 104,5% in 2013. Dit betekent dat België niet voldoet aan de eisen van het Europese begrotingspact (voluit het Verdrag inzake stabiliteit, coördinatie en governance), dat een maximum van 60% aanhoudt voor deze ratio.
Tussen 1997 en 2008 schommelde het overheidstekort jaarlijks tussen de 2,6% en de -0,3% (dat wil zeggen een overschot). In 2009 steeg het tekort plotseling sterk waardoor het plafond van 3%, opgelegd door het Europese begrotingspact, werd overschreden. In 2013 was het Belgische overheidstekort weer op norm met 2,9%.
De maatregelen, die als streng te boek staan, zijn er voornamelijk op gericht om de overheidsuitgaven te verlagen en de inkomsten door fiscale heffingen te verhogen. De opeenvolgende regeringen die zich ten doel stelden om het overheidstekort te verminderen na de recessie van 2007 kregen zware kritiek te verduren van de oppositie, de vakbonden en sommige keynesiaanse economen, waaronder Bruno Colmant, die deze maatregelen als een deflationistisch beleid beschouwden, wat volgens hen risico’s met zich meebracht.
Deze periode wordt op politiek gebied gekenmerkt door een hernieuwde interesse in de PTB, een communistische partij die bijvoorbeeld in Wallonië 5,76% van de stemmen haalt tijdens de regionale verkiezingen in 2014. De partij is onder andere tegen de als oneerlijk beschouwde spreiding van de belasting die de burgers moeten opbrengen.

## Gegevens per sector

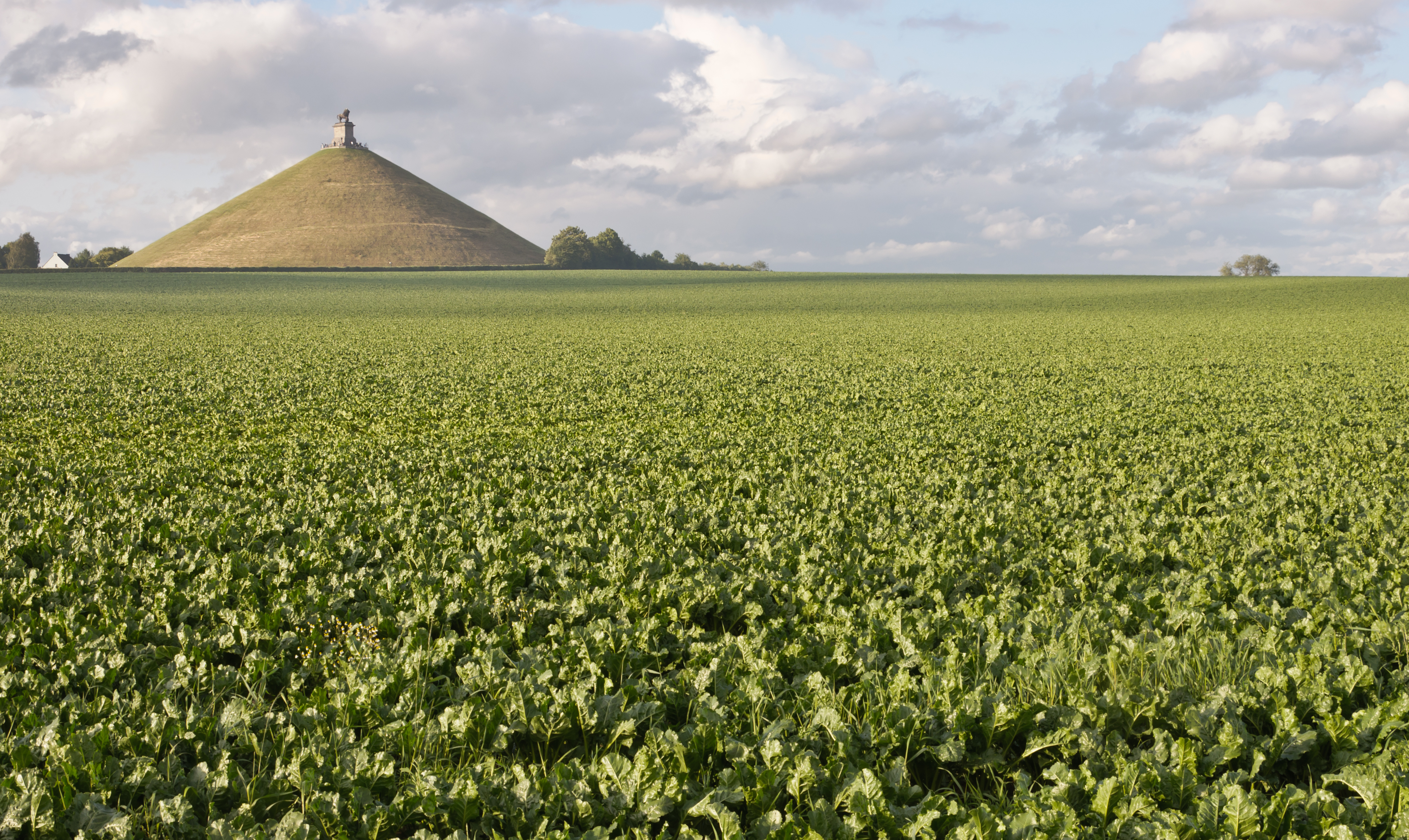
Bietenveld met de Butte de Lion bij Braine-l’Alleud, in het gebied van de Slag bij Waterloo

### Primaire sector
In 1846 maakte 52% van de beroepsbevolking deel uit van de primaire sector. In 1880 was dat 22%, in 1913 16%. Tegenwoordig is het 2%.

## Infrastructuur

### Transport
Omdat België in een van de rijkste regio’s van Europa ligt, is de economie voor een groot deel gebaseerd op het transport en de logistiek van producten. Van oudsher gold dat voor Vlaanderen met zijn havens, maar recentelijk legt ook Wallonië zich toe op deze sectoren.
België mag dan prat gaan op zijn vervoersnetwerk, dat tot het meest fijnmazige netwerk ter wereld hoort, parallel daaraan hoort het land ook tot de dichtst bevolkte landen van de wereld.

### Wegtransport

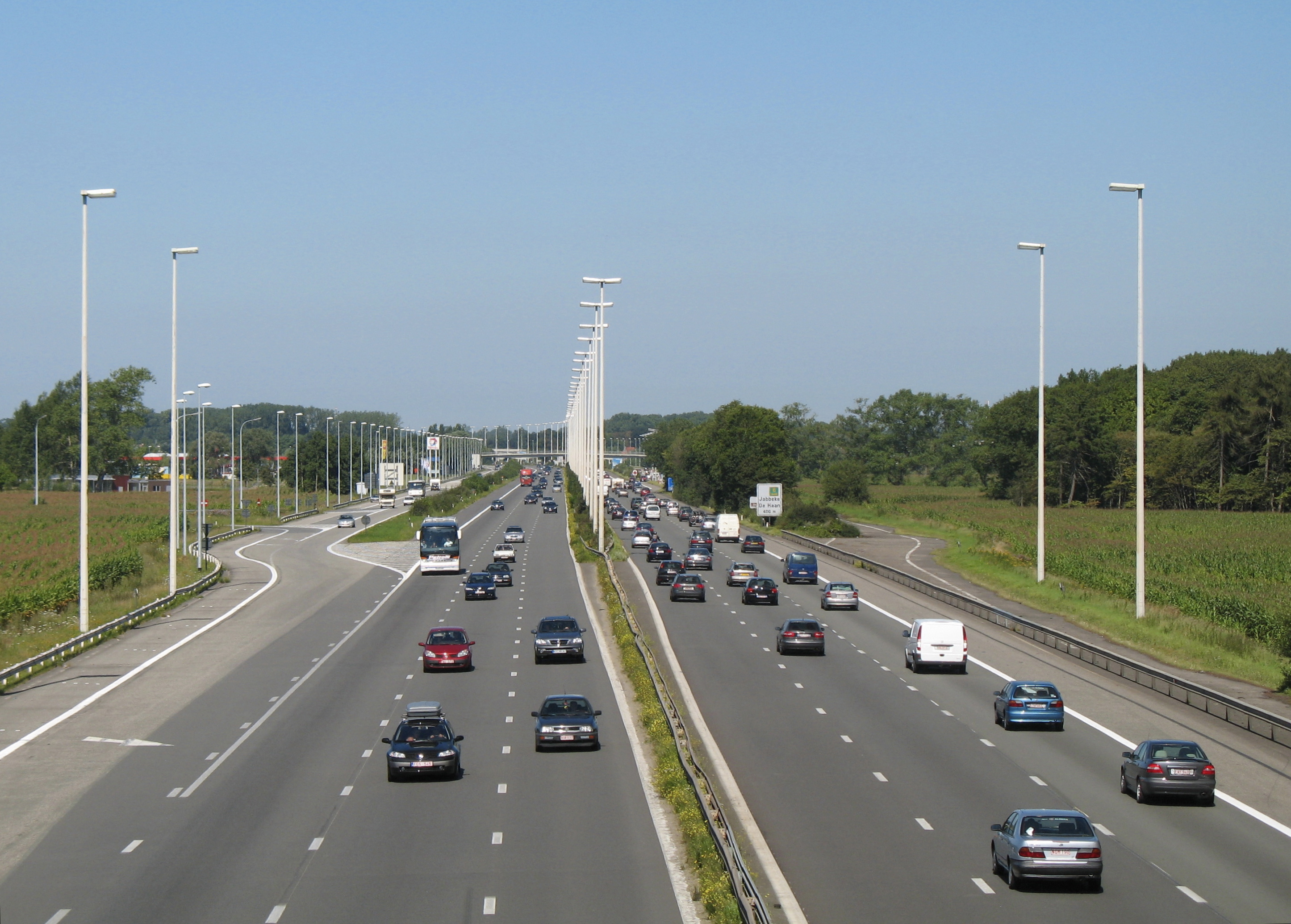
De snelweg bij Jabbeke

Het Belgische wegennet staat met ruim 149.000 km tweede op de Europese ranglijst wat dichtheid betreft (km per km2), net na Nederland. Het netwerk bestaat bijvoorbeeld uit 1763 km snelweg, voorzien van verlichting en gratis in het gebruik.
Deze globale statistieken laten niet onverlet dat tussen het noorden en het zuiden van het land een wereld van verschil bestaat. Terwijl de Vlaamse wegen over het algemeen goed onderhouden zijn en goed op elkaar aansluiten, zijn veel wegen in Wallonië in slechte staat en zitten ze vol kuilen en gaten. Dit is het gevolg van het tot voor kort ontbreken van coherent beleid wat betreft het wegennet en een te laag budget voor onderhoud. (Per kilometer wordt in Wallonië het minste geld besteed in Europa.) In mei 2010 is echter een toekomstplan gelanceerd, wat onder andere voorziet in een investering van 875 miljoen euro voor het herstel van de wegen en een kwaliteitshandvest genaamd 'Qualiroute', dat vanaf 2012 toegepast zal worden.

### Spoorwegennet

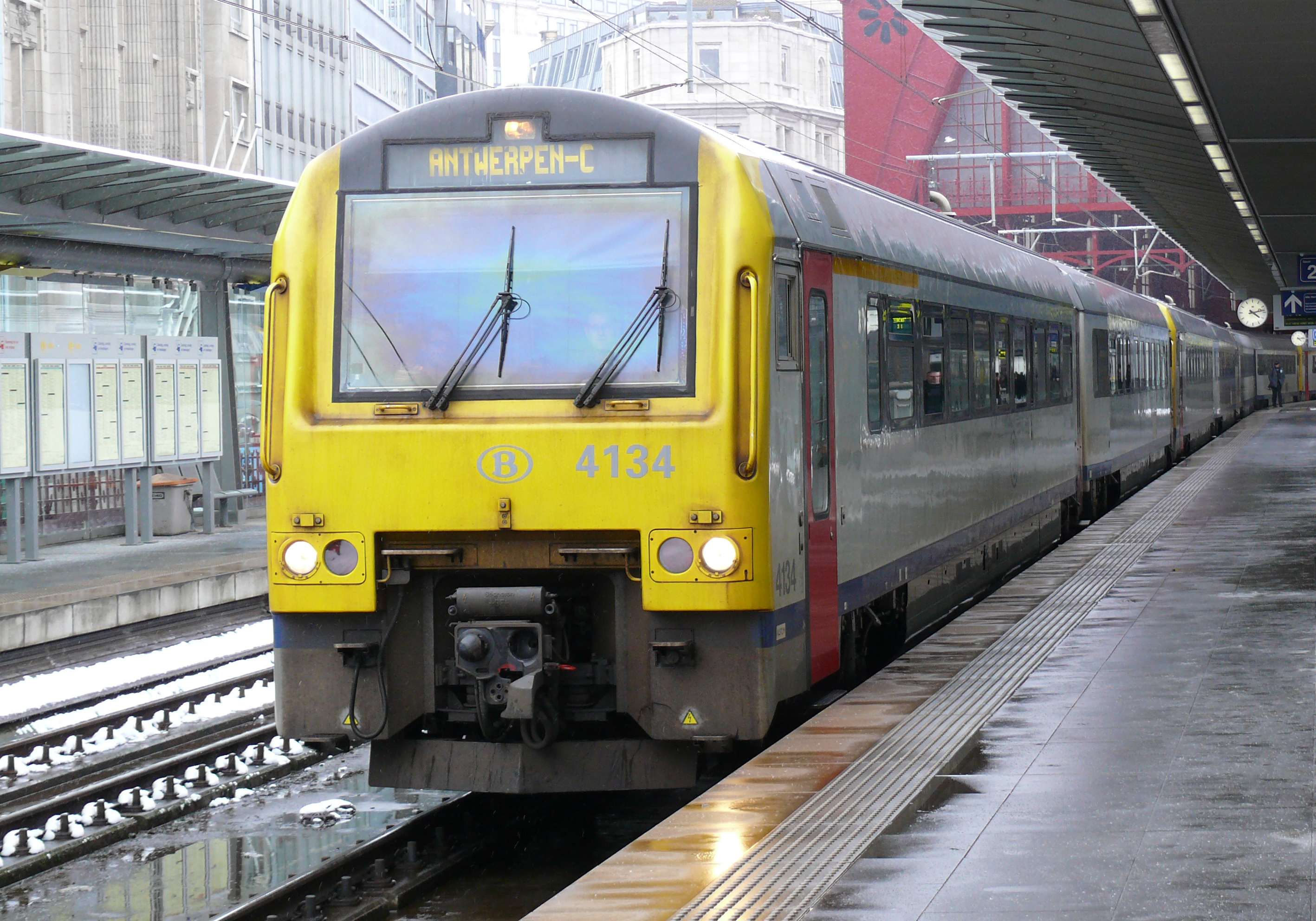
Trein op het station van Antwerpen

België bezit een van de meest fijnmazige spoornetwerken ter wereld, met een totale lengte van 3437 kilometer rails. Jaarlijks maken 188 miljoen reizigers hier gebruik van, en wordt er 62 miljoen ton vracht vervoerd per spoor. Ook is het spoorwegennet toegerust op de hogesnelheidslijnen naar Parijs (van Brussel naar Parijs in 80 minuten), Londen (van Brussel naar Londen in 111 minuten), Amsterdam en Keulen.
Nadeel is dat er veel vertragingen voorkomen bij de Belgische spoorwegen; in 2010 had 13% van de treinen een vertraging van 6 minuten of meer bij aankomst op het eindstation. De Nationale Maatschappij der Belgische Spoorwegen weet dit aan gebrekkig materieel.

### Luchtvaart

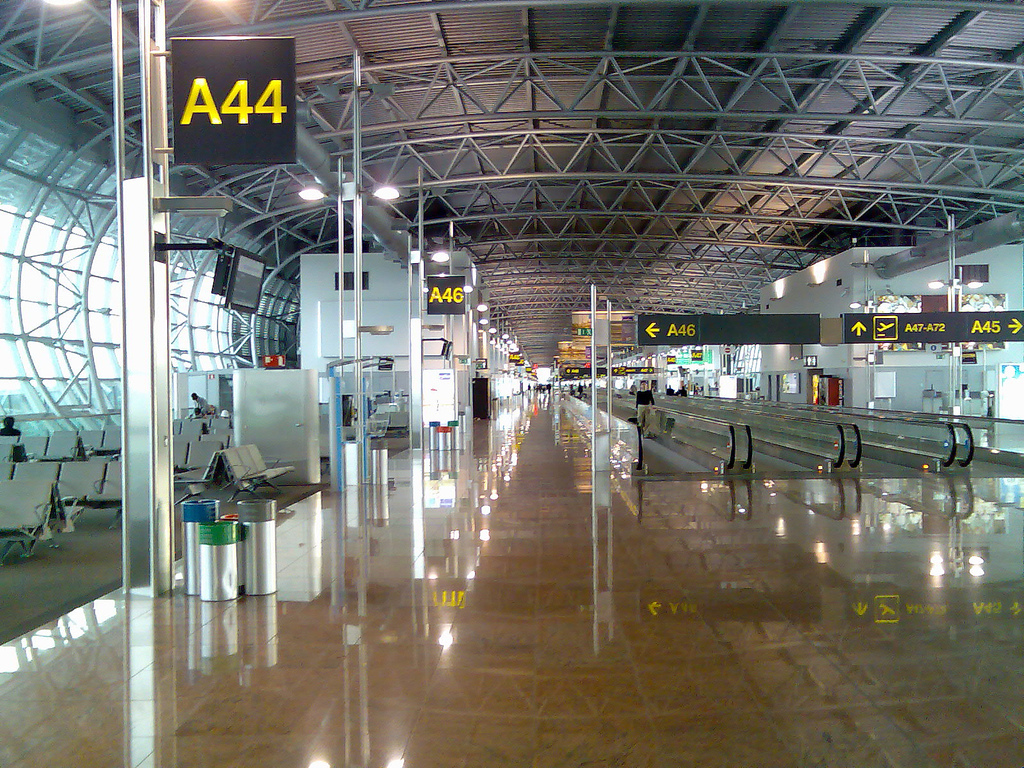
Terminal op de luchthaven van Brussel

De grootste luchthaven van België is Brussels Airport, met 23,46 miljoen passagiers per jaar (2015) en een grote verscheidenheid aan internationale bestemmingen. Als vrachtluchthaven verwerkt Brussels Airport op jaarbasis zo’n 660.000 ton goederen.
De luchthaven van Luik is eveneens een belangrijke vrachtluchthaven met 640.000 ton goederen per jaar. Sinds de oprichting in 1997 is dat cijfer nog altijd stijgende. Qua passagiersaantallen staat de luchthaven Charleroi Brussel-Zuid op de tweede plaats in België, met 5 miljoen passagiers per jaar. Dit aantal neemt toe sinds de ingebruikname in 2001. Vanaf luchthaven Charleroi Brussel-Zuid vertrekken veel goedkope vluchten naar Europese bestemmingen.
Het land beschikt over een eigen luchtvaartmaatschappij: Brussels Airlines, die met 46 toestellen op 130 bestemmingen in Europa en Afrika vliegt. In 2010 heeft de maatschappij zo’n 5 miljoen passagiers vervoerd.

### Havens en waterwegen
België bezit de op een na grootste zeehaven van Europa: de haven van Antwerpen. In 2008 werd er 190 miljoen ton goederen overgeslagen en de haven wil verder groeien naar 300 miljoen ton op jaarbasis. Daarnaast zijn de havens van Zeebrugge en van Gent van belang. Al deze havens liggen op relatief korte afstand van elkaar en omdat ze allemaal aan de kust liggen brengen de havens veel economische activiteit in de regio.
België is verder in het bezit van een uitgebreid netwerk aan waterwegen, dat met 1532 kilometer als dichtste ter wereld aangemerkt wordt. De Schelde, de Maas en hun zijrivieren, en daarnaast de talrijke verbindende kanalen zijn belangrijke vaarroutes. De haven van Luik is qua tonnage de derde rivierhaven in Europa. In het kader van het project Liège Trilogiport wordt hard gewerkt aan de uitbreiding van de haven.
De zeehaven van Brussel ligt het verst in het binnenland. De Schelde en een breed kanaal verbinden de haven met de haven van Antwerpen, en geven toegang tot zeeschepen van 4500 ton zoals de Russische schepen die in de Sovjetperiode het zogenaamde 'hout uit het noorden' kwamen afleveren. Ook kustvaarders en, in uitzonderlijke gevallen, oorlogsschepen voor officiële bezoeken kunnen Brussel zo bereiken. Tijdens de Wereldtentoonstelling van 1958 meerde er een veerboot van de lijn Oostende-Dover aan. Maar het grootste deel van het verkeer over water komt voor rekening van de aken die België en Brussel doorkruisen op weg naar Antwerpen en Nederland, maar ook naar de kanalen in Noord Frankrijk. Tijdens de reis passeren de schepen indrukwekkende infrastructurele kunstwerken, zoals de scheepshelling van Ronquières en de scheepsliften van Strépy-Bracquegnies, waar een lange rij aken tegelijk in past.
In België bevinden zich ook inlandterminals, zoals de containerterminal van Athus, in het uiterste zuiden van het land, in de provincie Luxemburg. Veel van het containertransport vanuit de havens van Antwerpen en Zeebrugge passeert deze terminal op weg naar bestemmingen in het achterland, voornamelijk in de Grande Région, gesitueerd rond Luxemburg.

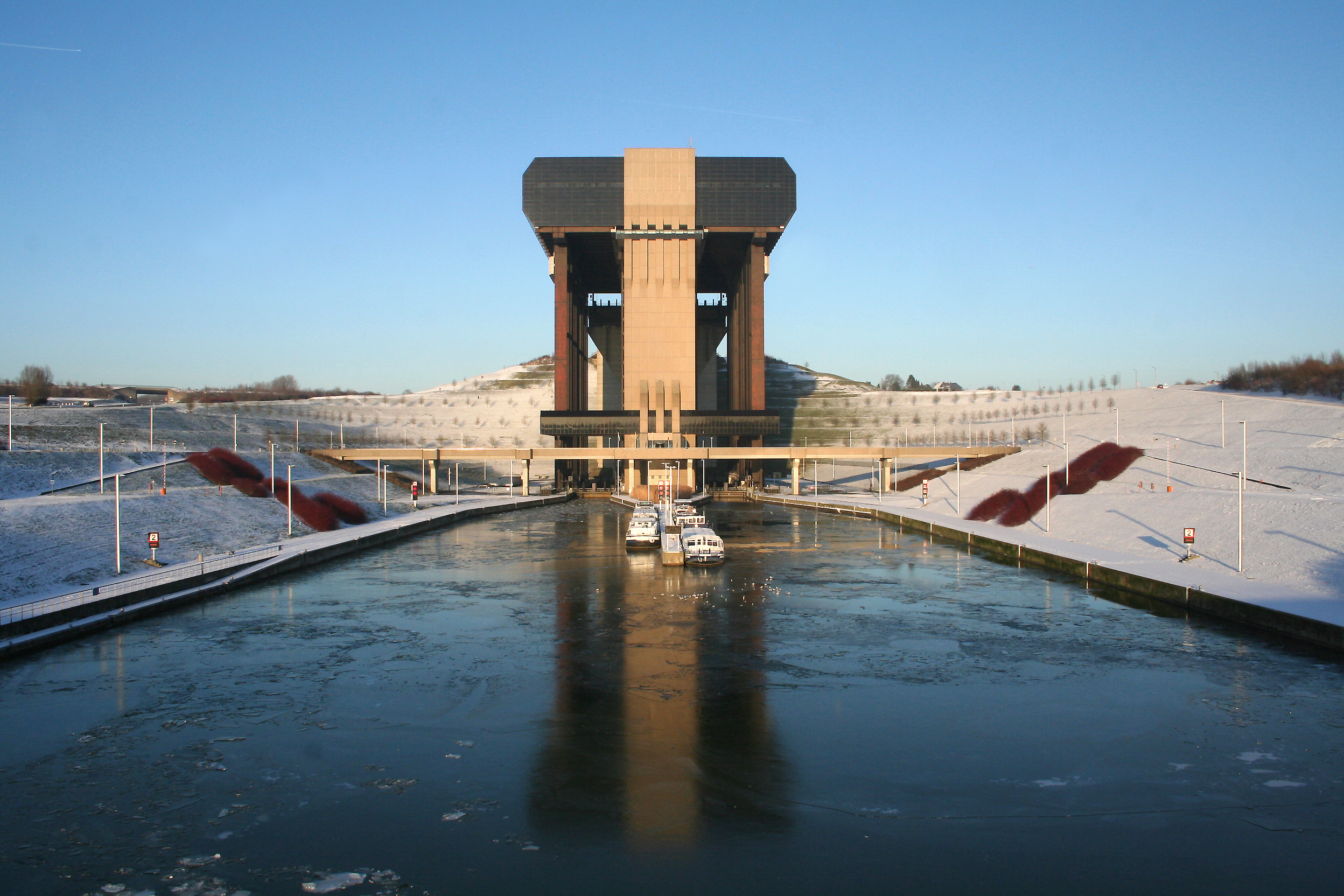
Strépy-Bracquegnies, de grootste scheepslift van Europa
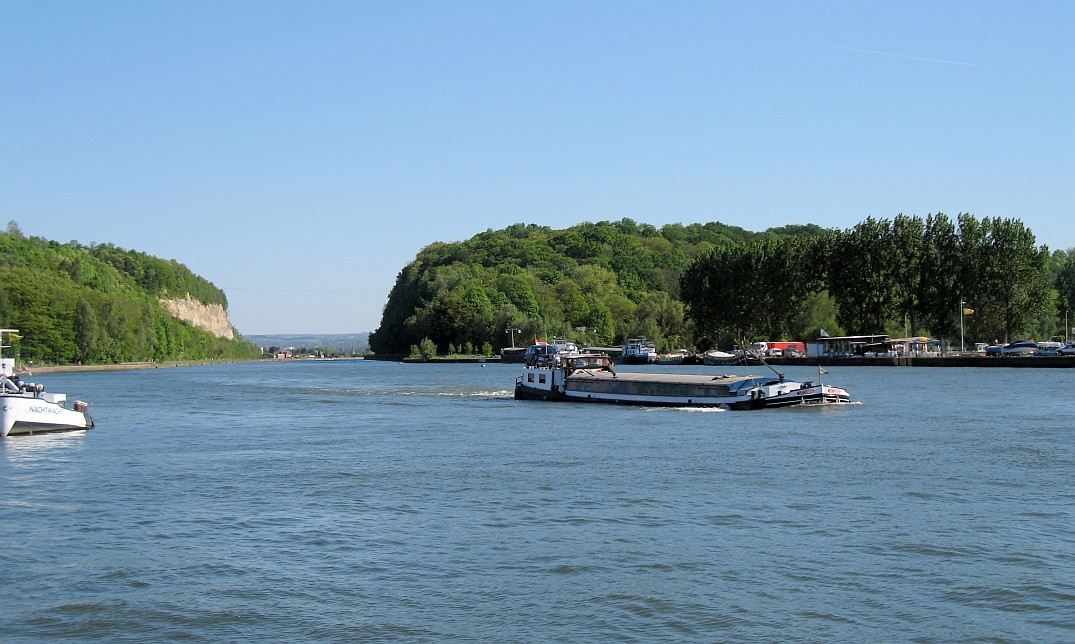
Een aak op het Albertkanaal (130 km lang) bij Kanne
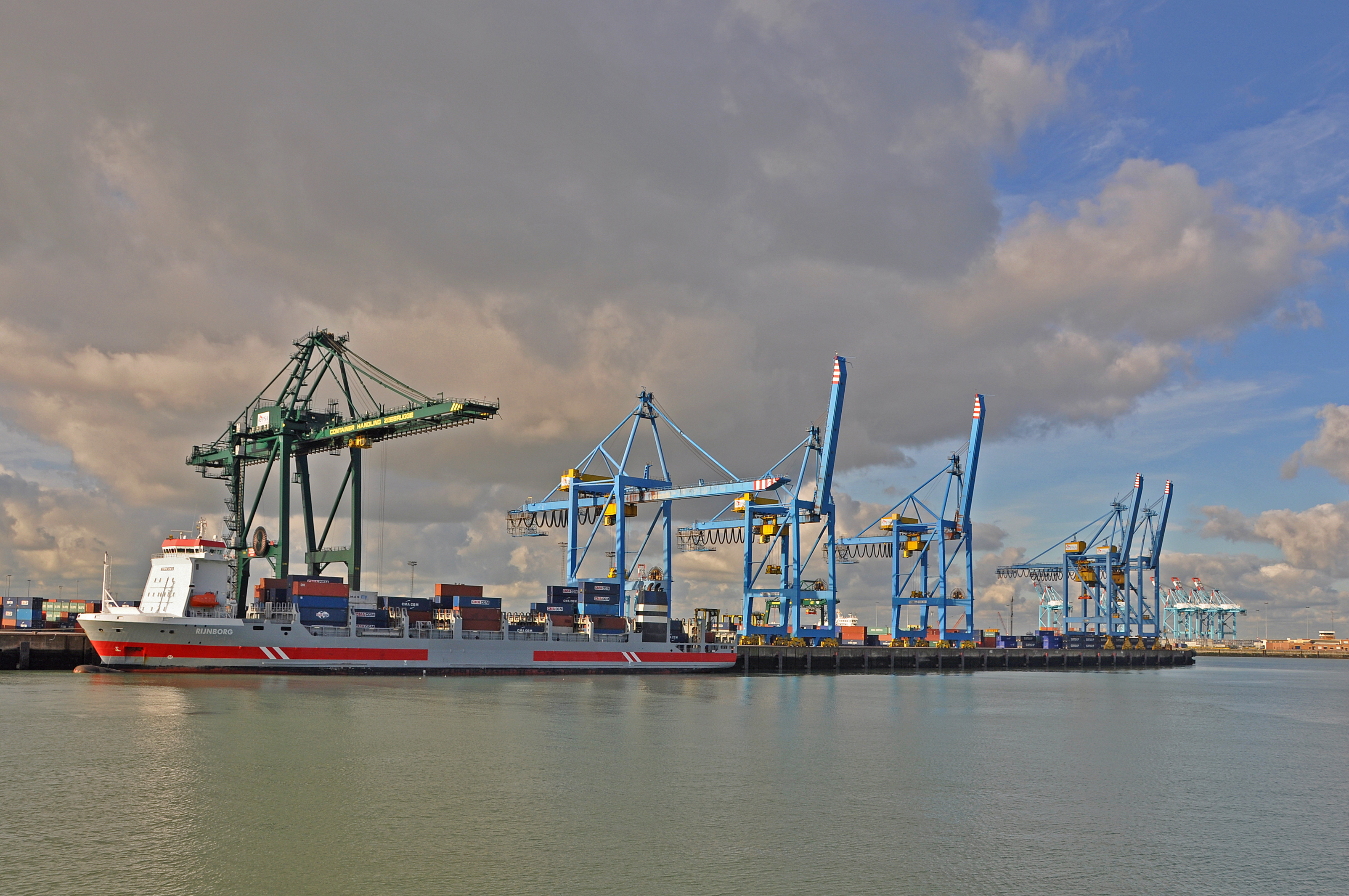
Haven van Zeebrugge
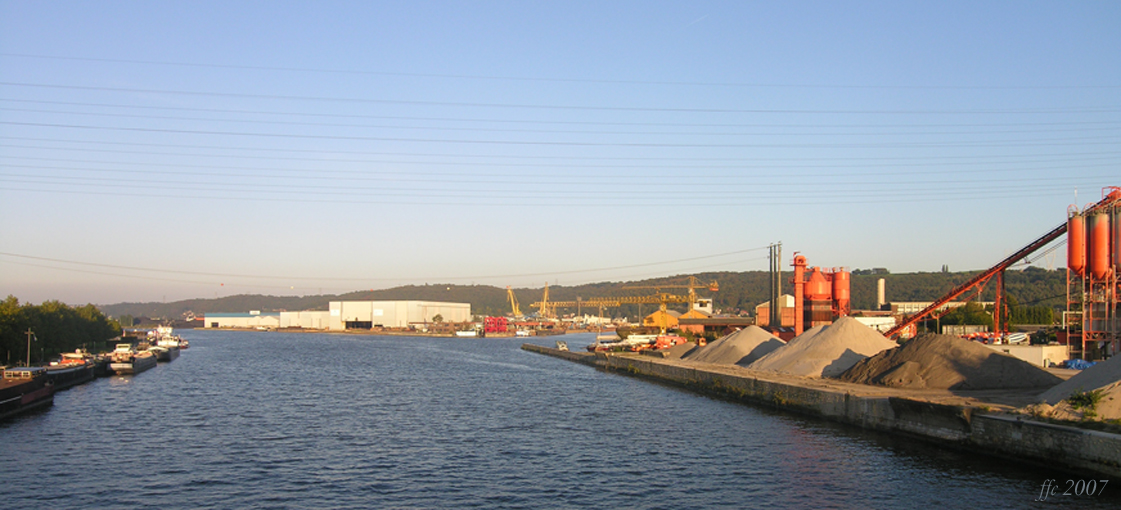
Haven van Luik
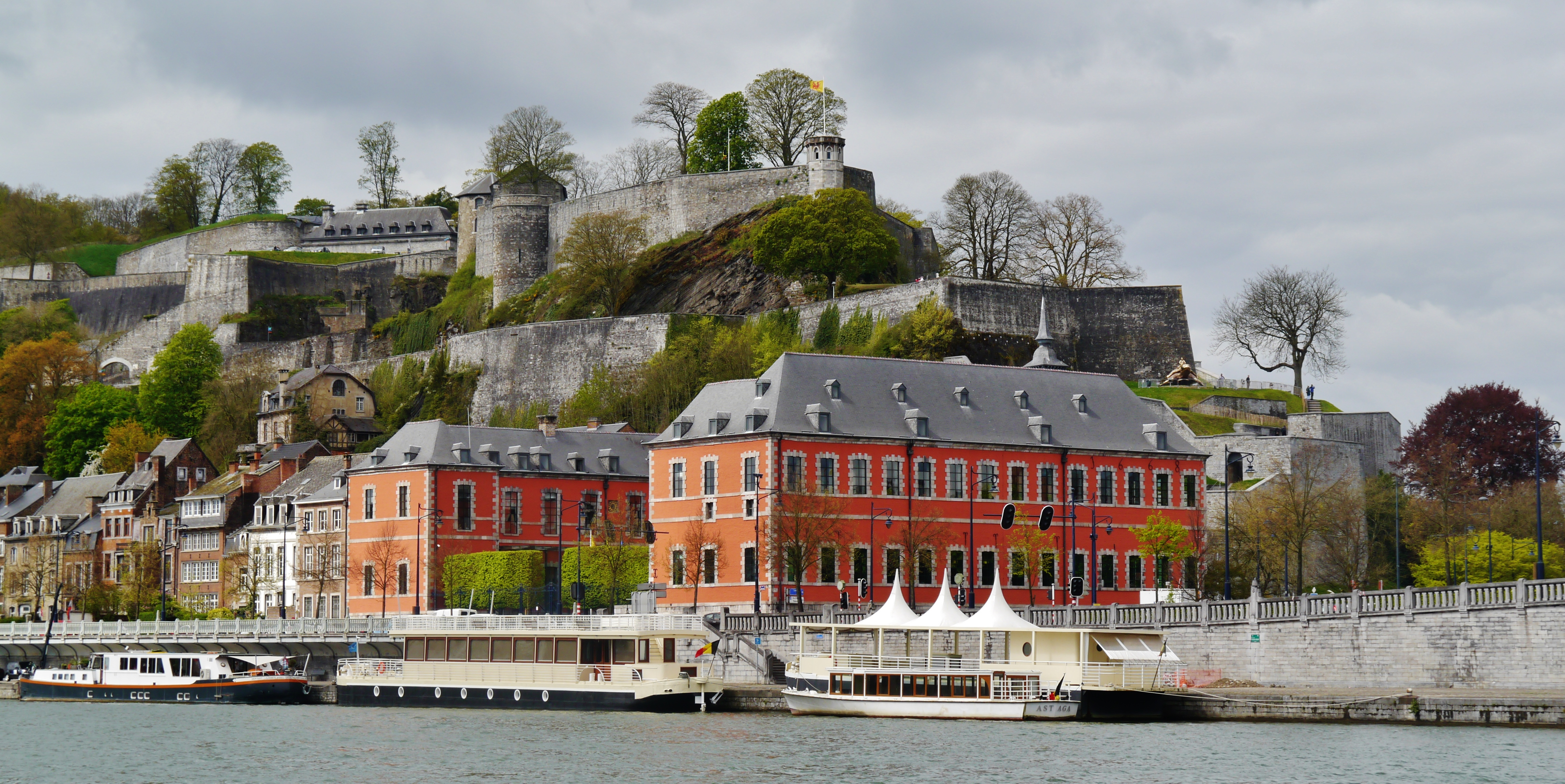
Vrachtschip op de Maas bij Namen
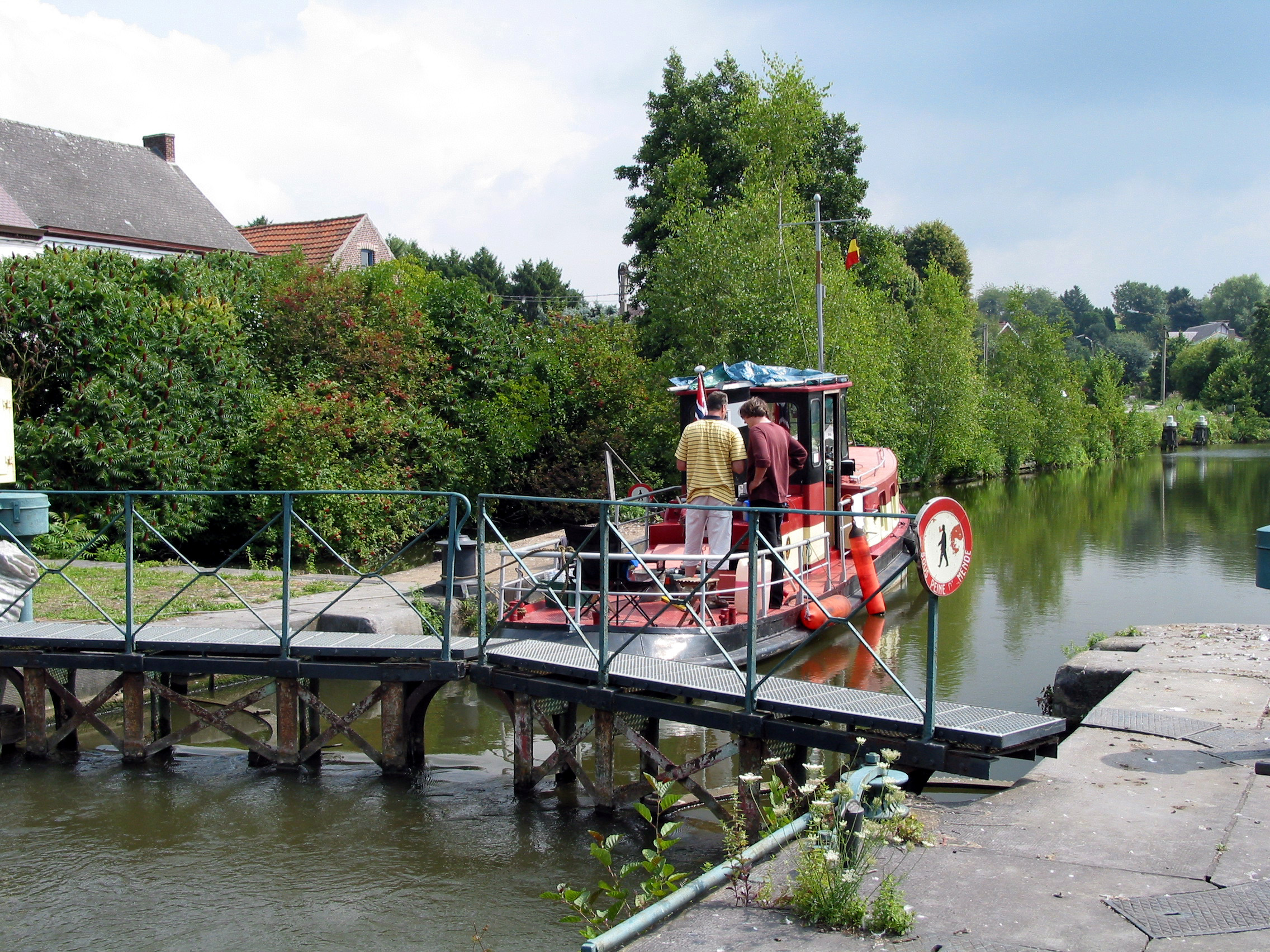
Sluis bij Ronquières
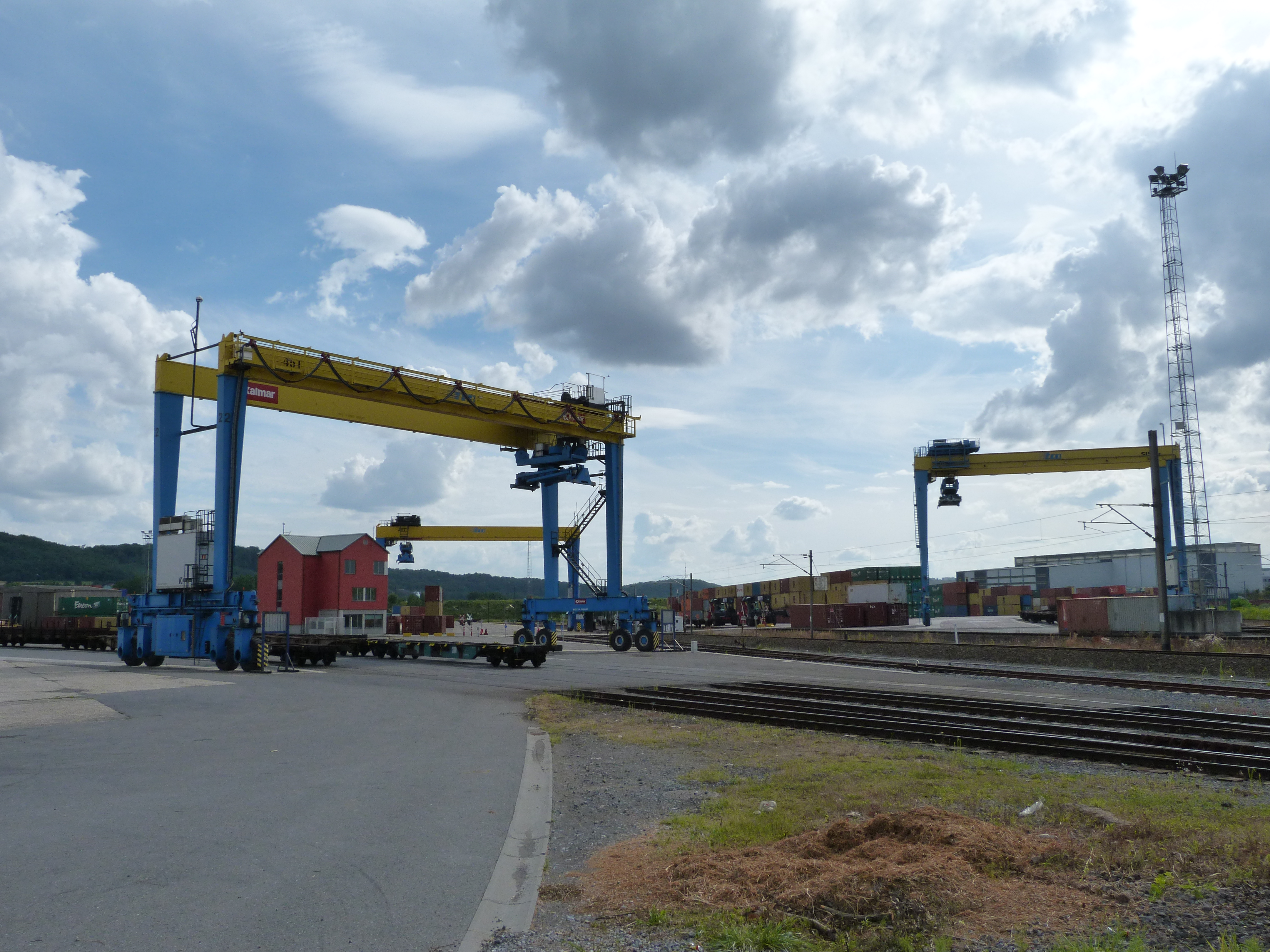
De containerterminal van Athus, de grootste inlandterminal van België

### Energie

#### Olie

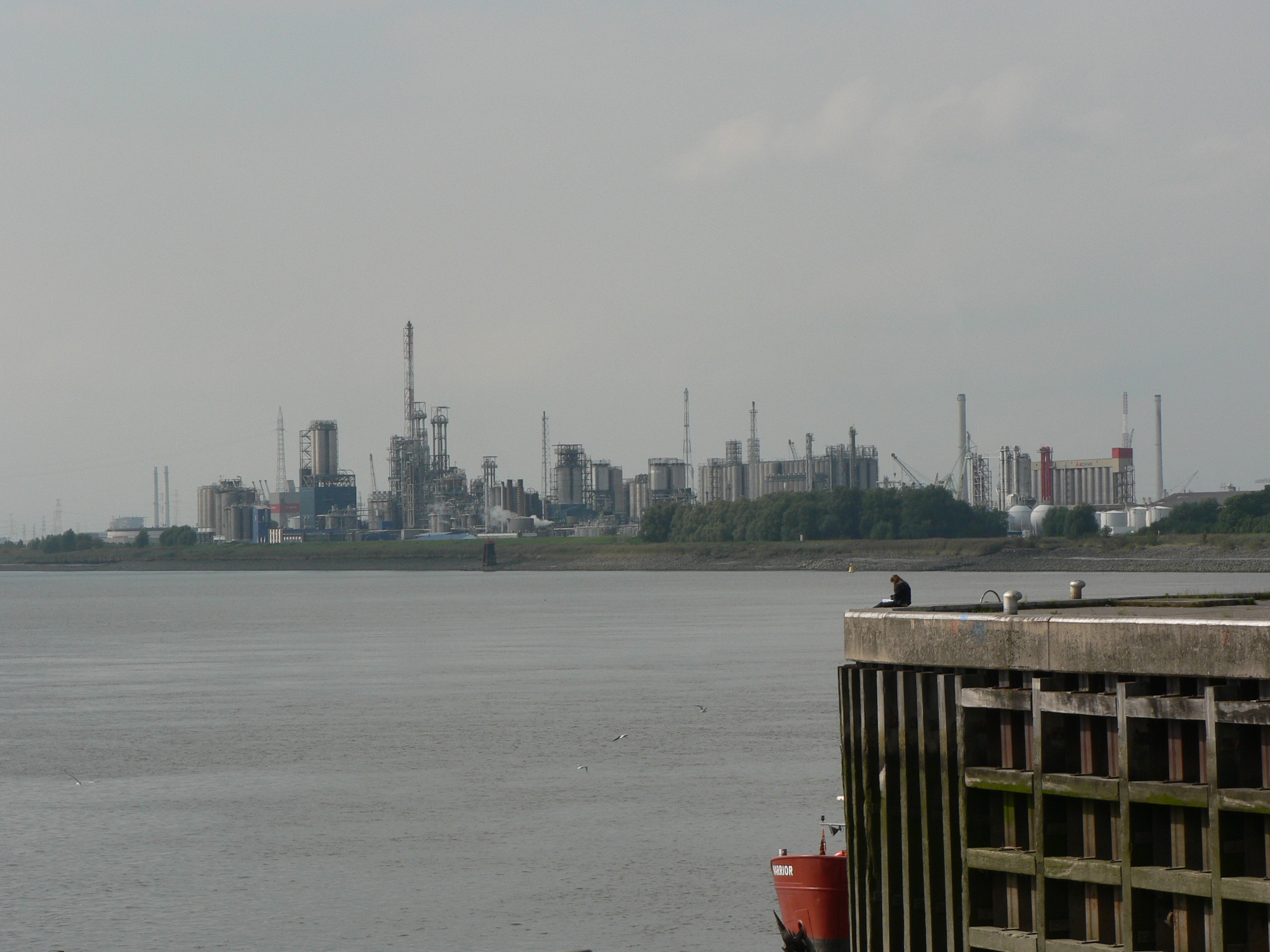
Olieraffinaderij bij Antwerpen

De olieconsumptie is in België sinds het eind van de 20e eeuw stabiel gebleven, namelijk rond de 30 miljoen ton olie-equivalent (Mtoe). Dit komt neer op 41% van het totale energieverbruik in het land, verdeeld over de volgende sectoren: transport (46%), industrie (33%, voornamelijk door verbruik in de petrochemische industrie), huishoudens, winkels en publieksdiensten (27%). De meest gebruikte olieproducten zijn zware stookolie, diesel, nafta en huisbrandolie. De stookolie wordt vooral gebruikt in de olietanks in internationale zeehavens terwijl nafta door de vele petrochemische fabrieken gebruikt wordt. Diesel vertegenwoordigt 82% van de verstookte olie in de transportsector, en dit percentage blijft stijgen: 9 op de 10 verkochte auto’s in België is voorzien van een dieselmotor.
Omdat België over geen enkele eigen oliebron beschikt, is het land genoodzaakt om alle benodigde ruwe aardolie te importeren. De grootste leverancier is Rusland (bijna 40%), gevolgd door de OPEC-landen (33%) en Engeland en Noorwegen, met olie gewonnen in de Noordzee (22%). In België bevinden zich evenwel de grootste petrochemische bedrijven van Europa met een productiecapaciteit van 800.000 vaten per dag. Het merendeel van deze bedrijven is gevestigd in Antwerpen en ze maken van België een netto-export land met een invoer van geraffineerde petrochemische producten van 18,2 miljoen ton, tegen een uitvoer van 19,5 miljoen toen per jaar in 2008. De grootste afnemers zijn de Europese buurlanden. Het netwerk van pijpleidingen van de NAVO, genaamd CEPS, is wijdvertakt in België en verbindt het land met de rest van Europa.
Doordat de belasting op benzine flink hoog is, namelijk 63%, behoort de prijs voor een liter benzine aan de pomp tot de hoogste ter wereld. Het komt erop neer dat in 2010 een liter benzine 1,46 euro. Het feit dat op diesel een lagere belasting wordt geheven, meer naar het Europese gemiddelde, verklaart de populariteit van dieselauto’s in België. De gemiddelde literprijs lag in 2010 rond de 1,20 euro. Tussen 2000 en 2007 is een drastische daling van het aantal benzinestations te zien, namelijk van 4750 naar 3295. Naar verwachting zal dit aantal nog verder dalen, naar ongeveer 2600 stations in 2015. Als redenen kunnen worden aangevoerd dat pompstations tegenwoordig grote investeringen vergen, bijvoorbeeld om aan de milieueisen te voldoen. Verder zijn diefstal en het weglopen zonder te betalen bekende problemen. In het zuiden van het land speelt nog mee dat veel grensbewoners hun brandstof in Groot Hertogdom Luxemburg kopen, omdat de belastingen daar lager zijn.

#### Aardgas

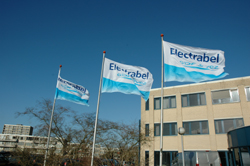
Vlaggen van Electrabel GDF Suez

Aardgas vormt 26% van de totale Belgische energieconsumptie, dit komt neer op 15 Mtoe per jaar. Het verbruik is als volgt verdeeld: huishoudens, winkels en publieksdiensten (36%) – industrie (35%) – productie van elektriciteit (30%). Vanaf de jaren 1990 nam het verbruik van gas ten behoeve van de productie van elektriciteit significant toe. Dit verbruik zou nog verder kunnen stijgen omdat de productie van elektriciteit via kernenergie in de periode tussen 2015 en 2025 grotendeels vervangen zou moeten worden door het gebruik van aardgas om elektriciteit te produceren.
Doordat België zelf niet over gasvoorraden beschikt, is het land volledig afhankelijk van de invoer van aardgas. De belangrijkste leveranciers zijn Nederland (39%), Noorwegen (31%) en Qatar (13%). Op middellange en lange termijn zal de aanvoer uit Nederland en Noorwegen echter afnemen, waardoor België voor gas afhankelijker zal worden van Rusland en het Midden-Oosten. Distrigas en GDF Suez zijn de belangrijkste importeurs van aardgas. Zeebrugge is een belangrijke Europese doorvoerhaven vanwege zijn aanlegplaats op zee waar grote zeeschepen kunnen aanmeren. Daarnaast fungeert Zeebrugge als transportterminal voor aardgas door de aanwezigheid van de pijpleidingen Interconnector vanuit Engeland en Zeepipe vanuit Noorwegen.
Het transportnetwerk bestaat uit 3800 kilometer pijpleiding voor het transport van jaarlijks 17,5 miljard kubieke meter gas voor Belgisch gebruik en 80 miljard kubieke meter voor doorvoer naar andere landen. De beheerder van het hoofdnetwerk is Fluxys, die voor de verdeling van het aardgas naar kleinere netwerken zorgt, die het vervolgens naar de eindgebruikers distribueren.
Distrigas en ECS verzorgen het grootste deel van de levering van gas aan huishoudens. Al naargelang het seizoen ligt de gasprijs voor particulieren tussen de 0,60 euro en 0,80 euro per m³. Hoewel de Belgische staat voor een belangrijk deel eigenaar is van Distrigas en Fluxys, is de markt geliberaliseerd en hebben vele privépersonen ook aandelen in deze bedrijven.

#### Elektriciteit

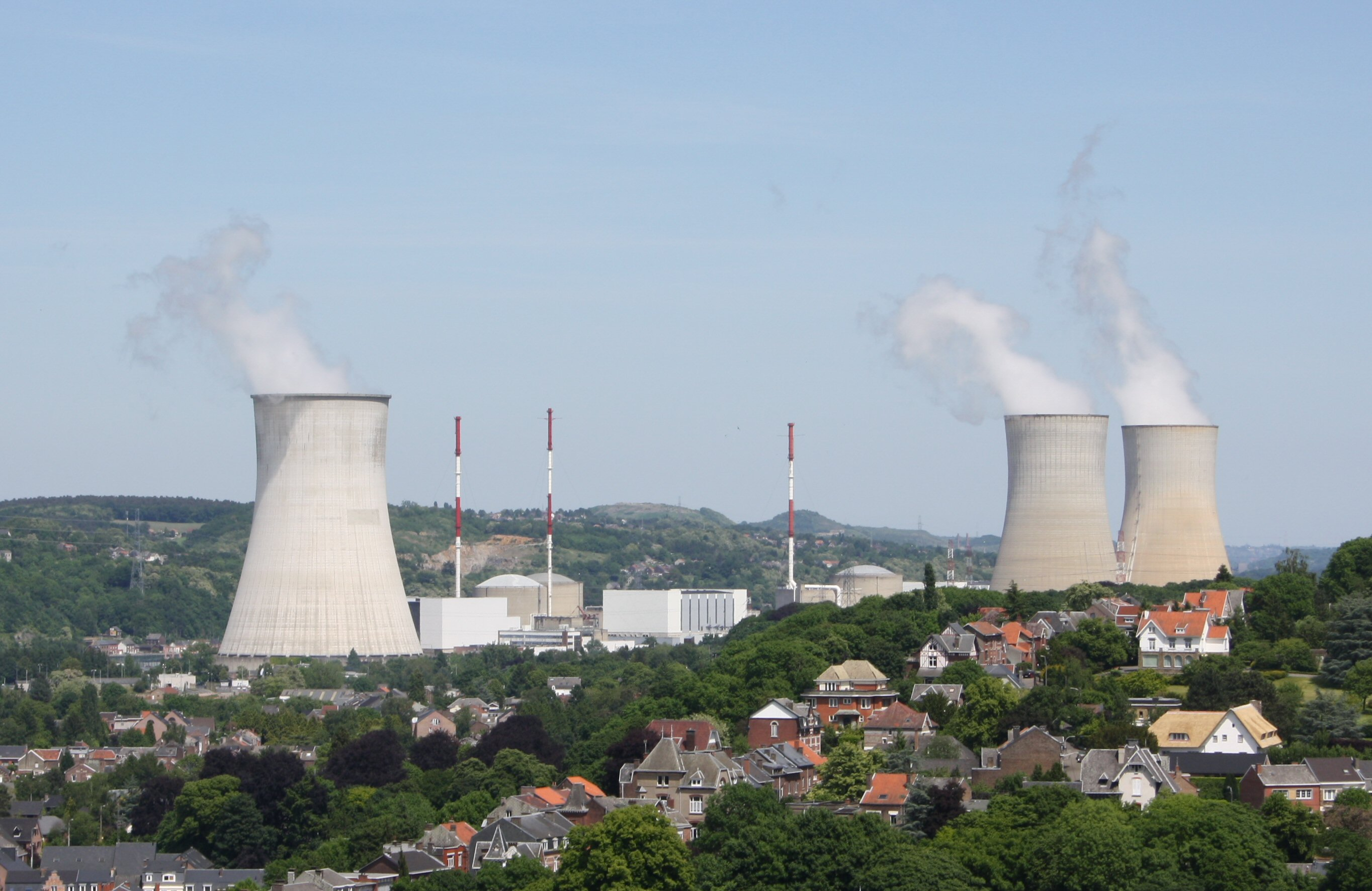
Kerncentrale bij Tihange

Het leeuwendeel van de productie van elektriciteit in België komt voor rekening van kerncentrales (60% in 2012), gevolgd door aardgas (12%) en steenkool (10%). Het geheel vertegenwoordigt een productie van 84TWh bij een consumptie van 88TWh, waarbij het verschil wordt geïmporteerd uit de omliggende landen (soms komt het echter voor dat België het te veel geproduceerde elektriciteit exporteert naar het buitenland). Verdeeld over de verschillende sectoren ziet het verbruik als volgt uit: Industrie (50%), huishoudens (22%), winkels en publieke diensten (20%) en diversen (8%). Na een daling in 2009, die vooral in de industrie plaatsvond vanwege de economische recessie, was in 2010 een stijging van 6% in het elektriciteitsverbruik te zien. Over een langere periode genomen neemt het verbruik gemiddeld met 2,4% per jaar toe sinds 1974. Het netwerk van elektriciteitskabels met middel- en hoogspanning is rond de 8412 kilometer lang.
Bijna twee derde van de Belgische elektriciteitsproductie is in handen van de Franse groep GDF Suez, via zijn Belgische vestiging Electrabel. Daarnaast produceert de Belgische onderneming SPE-Luminus zo’n 13% van de elektriciteit, en verzorgt de distributie van 20%. Ondanks de liberalisering van de markt in 2003 behouden deze twee producenten hun plaats als marktleider op de elektriciteitsmarkt (met 70-85% van de aandelen) ten opzichte van vele concurrenten (zo’n 500 in 2010), die voornamelijk op het terrein van duurzame energie handelen. Het transportnetwerk wordt beheerd door het Belgische bedrijf Elia.
De afgelopen jaren is er een duidelijke toename van de productie van duurzame energie te zien. Energie opgewekt uit biomassa is verdubbeld binnen vijf jaar en bereikte een productie 2400 GWh in 2009. De productie van windenergie is in diezelfde periode vervijfvoudigd tot 1000 GWh. Het aandeel van zonne-energie is nog klein met 160 GWh, maar groeit gestaag. De federale en regionale overheden proberen consumenten aan te zetten tot het gebruik van duurzame energie door middel van subsidies en belastingaftrek. Het is echter zo dat de productie van groene elektriciteit nog marginaal is ten opzichte van de totale nationale productie.
In 2011 bedroeg de prijs van een kWh 0,21 euro voor consumenten en 0,059 euro voor bedrijven.

## Federale, regionale en gemeenschappelijke economie
Op het eerste gezicht kan de Belgische economie beschouwd worden als een samenhangend geheel met verschillende aspecten, waarbij sommige kenmerken alleen bij een bepaalde stad of regio lijken te horen, ondanks de grote verschillen per regio. In werkelijkheid onderscheiden de Vlaamse en de Waalse economie zich op veel punten van elkaar. Ook de belangrijke steden van het land, Antwerpen, Brussel, Luik, Charleroi, Brugge en Gent hebben karakteristieke eigenschappen die worden opgenomen in het geheel.

### Economische bevoegdheden
De politieke bevoegdheden met betrekking tot het Belgische economische leven zijn verdeeld tussen de federale, regionale en de gemeenschappelijke autoriteiten. De federale autoriteit is het hoogste politieke orgaan in België, gevolgd door de regionale en gemeenschappelijke overheden, die elkaar aanvullen. Sommige bevoegdheden worden gedeeld door meerder overheden.

### Federale economische bevoegdheden
Onder de federale bevoegdheden vallen onder meer justitie, defensie en buitenlande politiek. De Belgische staat oefent deze bevoegdheden uit, die gelden voor het gehele Belgische grondgebied. Daarbij wordt aangetekend dat het uitvoeren buitenlandse handelsmissies, onder begeleiding van een lid van de koninklijke familie, meestal de kroonprins, ook onder bevoegdheid van de regionale overheden valt.
Federale bevoegdheden:
- Internationale handel
- Monetaire politiek
- Financiën van regio’s en gemeenschappen
- Energie (waaronder kernenergie)
- Transport (spoorwegen)
- Telecommunicatie
- Post
- Wetenschappelijk onderzoek
- Sociale zekerheid en volksgezondheid
- Prijsbeleid en inkomensbeleid
- Bescherming van spaartegoeden

In principe is de federale overheid bevoegd om besluiten te nemen op gebieden die uitdrukkelijk niet onder de bevoegdheden van de regionale en gemeenschappelijke overheden vallen.

### Regionale economische bevoegdheden
De drie Belgische regio’s zijn bevoegd op hun grondgebied op de volgende onderwerpen:
- Economisch beleid
- Werkgelegenheid
- Landbouw
- Waterhuishouding
- Huisvesting
- Publieke werken
- Energie
- Regionaal vervoer (tram, bus)
- Milieu
- Openbare ruimte en stadsinrichting
- Kredieten
- Buitenlandse handel

### Gemeenschappelijke economische bevoegdheden

De verschillende taalgebieden in België: Vlaamse gemeenschap, Waalse gemeenschap, hoofdstedelijke gewest Brussel (hier zijn twee gemeenschappen bevoegd), Duitstalige gemeenschap

De gemeenschappelijke bevoegdheden worden uitgeoefend door de drie officiële linguïstische gemeenschappen in België. Deze bevoegdheden gelden de inwoners van de betreffende gemeenschap, en vallen onder een afgebakend terrein. De drie gemeenschappen zijn:
- De Vlaamse gemeenschap, gekozen door de Belgische burgers die woonachtig zijn in Vlaanderen, en door de Belgische burgers woonachtig in Brussel die de Nederlandse cultuur hebben (Nederlandstaligen genoemd)
- De Franse gemeenschap, gekozen door de Belgische burgers die woonachtig zijn in Wallonië, en door de Belgische burgers woonachtig in Brussel die de Franse cultuur hebben (Franstaligen genoemd)
- De Duitse gemeenschap, gekozen door Belgische burgers woonachtig in de Duitstalige regio (Duitstaligen genoemd)

De bevoegdheden van de gemeenschappen liggen op de terreinen onderwijs, cultuur en persoonlijke zaken.

### Economische bevoegdheden van de Europese Unie
Omdat België lid is van de Europese Unie, dienen de Europese richtlijnen wat betreft de bevoegdheden op een aantal gebieden nageleefd te worden:
- Economische en financiële zaken
- Landbouw
- Gemeenschappelijk onderzoeksinstituut
- Cultuur en onderwijs
- Werkgelegenheid en sociale zaken
- Energie en transport
- Bedrijven
- Milieu
- Douane-unie en fiscale zaken
- Binnenlandse markt
- Visserij
- Onderzoek
- Consumentenbescherming
- Handel
- Ontwikkeling
- Budget
- Financiële controle

### Oorsprong en gevolgen van de regionale economische verschillen

#### Geschiedenis
Gedurende 200 jaar, tot het begin van de Eerste Wereldoorlog, was Wallonië wereldwijd een van de meest dynamische regio’s, terwijl Vlaanderen overwegend agrarisch bleef. Wel was er industriële activiteit rond Gent, en internationale handel via de haven van Antwerpen en vanaf eind 19e eeuw ook via de havens van Gent en Zeebrugge. In de 19e eeuw stond België, dankzij de Waalse industrie tweede op de ranglijst van economische macht, derde op het gebied van industrie en vierde op de ranglijst van internationale handel.
Vanaf begin 20e eeuw begon Vlaanderen de achterstand op technologisch gebied ten opzichte van Wallonië in te halen. Vooral in de periode tussen de twee wereldoorlogen maakte Vlaanderen een sterke ontwikkeling door. Tijdens de Tweede Wereldoorlog bleef de industriële infrastructuur redelijk gespaard. De jaren 1950 en 1960 waren in Vlaanderen, net als in veel andere West-Europese landen, een periode van opbouw en snelle ontwikkeling van nieuwe technologieën. In Vlaanderen vestigde zich nu lichte industrie, voornamelijk in de gebieden rond Brussel, Antwerpen, Brugge en Gent. Wallonië daarentegen richtte zich veel meer op de oude industrie waarmee het economisch sterk geworden was, zoals de staalindustrie.
De traditionele zware industrie, vooral de productie van staal, in de bekkens van Luik en Henegouwen, konden de concurrentie echter niet meer bijhouden, hetgeen duidelijk werd tijdens de oliecrises van 1973 en 1979. De steenkoolmijnen, die aan de basis hadden gelegen van deze zware industrie, sloten een voor een hun deuren. De belangrijkste economische activiteiten waren nu in Vlaanderen en Brussel te vinden.

#### Sterke punten van de Vlaamse regio
Investeerders deden steeds vaker graag zaken in Vlaanderen, onder andere vanwege het feit dat veel werknemers meertalig zijn. Daarnaast is de regionale politiek efficiënt georganiseerd, wat een gunstig investeringsklimaat oplevert voor buitenlandse bedrijven. In Wallonië bevindt zich de traditionele industrie, waarbij de militante vakbeweging sterk aanwezig is. Ook wordt er weinig meer geïnvesteerd in de industrie, wat niet bevorderlijk is voor de concurrentiepositie. Toch is sinds 2011, toen twee fabrieken voor autoassemblage van Ford en General Motors vertrokken, het Vlaamse bbp voor de industriesector flink gedaald.

#### Onderwijs
Over het algemeen worden de talenkennis en het onderwijs in Vlaanderen hoger gewaardeerd dan die in Wallonië. Internationale onderzoeken (o.a. PISA 2006) hebben uitgewezen dat het Vlaamse onderwijssysteem (dat onder bevoegdheid valt van de Vlaamse gemeenschap) hoog scoort binnen de OESO, terwijl het Waalse onderwijs onder het gemiddelde presteert. (De bevoegdheid op onderwijs valt onder de gemeenschappen, en niet onder de federale overheid.) In januari 2013 moest de Vlaamse minister van Onderwijs echter onderkennen dat de toekomstige generatie docenten wel beter opgeleid zou moeten worden. De Franse gemeenschap, waaronder de Franstalige Belgen in Wallonië en Brussel vallen, maar niet die in Vlaanderen, wil de achterstand op het gebied van kwaliteit van onderwijs inhalen, onder meer door het taalonderwijs te verbeteren. Zo moet op een aantal scholen de achterstand weggewerkt worden van kinderen van buitenlandse afkomst die de Franse taal niet machtig zijn, terwijl de lessen in het Frans gegeven worden. Deze situatie is te verklaren doordat op veel Franstalige scholen in Wallonië en Brussel grotere aantallen immigrantenkinderen van de eerste generatie zitten. Hierdoor ontstaan de gemiddeld minder goede resultaten in de Franse gemeenschap.

##### Vakbeweging
In beide Belgische gemeenschappen speelt de vakbeweging een grote rol. Het aantal stakingsdagen hangt daarbij sterk af van de branche. Het Nationaal Instituut voor de Statistiek heeft becijferd dat in Vlaanderen het totaal aantal stakingsdagen op 278.569 kwam, en er in Wallonië 239.678 dagen gestaakt werd. Afgezet tegen het percentage van de beroepsbevolking kan men concluderen dat er in Wallonië meer gebruik wordt gemaakt van het stakingsrecht. In Wallonië is de belangrijkste vakbond de socialistisch georiënteerde FGTB, terwijl in Vlaanderen de meer gematigde sociaal-christelijke vakbond CSC domineert. De vakbonden hebben een gemeenschappelijke strategie, ook al hebben ze vaak een Franstalige en een Nederlandstalige afdeling.

#### Opkomst van de Waalse regio
Wallonië werkt hard om de economische achterstand in te halen, onder meer door buitenlandse bedrijven en investeerders aan te trekken. In 2005 werd een 'Marshall Plan' (met verwijzing naar de Amerikaanse hulp na de Tweede Wereldoorlog) gelanceerd, met als doel het stimuleren van de economische activiteit in Wallonië. Omdat de Waalse overheid tevreden was met de resultaten van dit eerste project, werd besloten een vervolg op te zetten in 2009, met extra aandacht voor ecologische kwesties. Dit is het Plan Marshall 2.

#### De Franse gemeenschap
Het bbp per inwoner in Wallonië-Brussel (omdat de meeste inwoners van Brussel Frans spreken, komt dit in grote lijnen neer op de Franse gemeenschap, oftewel alle Franstalige Belgen) ligt nog altijd hoger dan dat van Vlaanderen.

### Bbp per regio
In België is het bbp het hoogste in Vlaanderen, gevolgd door Brussel en als laatste Wallonië. De reden voor deze verdeling is voornamelijk te vinden in het feit dat Vlaanderen een grotere bevolking heeft. In termen van bbp per hoofd van de bevolking scoort Brussel veel hoger dan de andere twee regio’s, en is dit zelfs het hoogste cijfer van Europa. Hoewel Wallonië op verschillende economische terreinen achterloopt in België, ligt het gemiddelde jaarsalaris wel hoger dan het Europese gemiddelde. Dit valt te verklaren door het feit dat veel Walen in Brussel werken.
| PIB per regio (2006)           | PIB per regio (2006) | PIB per regio (2006) | PIB per regio (2006) |
| ------------------------------ | -------------------- | -------------------- | -------------------- |
| Brussels Hoofdstedelijk Gewest | Vlaanderen           | Wallonië             | Totaal               |
| 60.865 miljard €               | 171,2 miljard €      | 73,8 miljard €       | 305,8 miljard €      |

De verschillen in productiviteit binnen België hangen volgens een studie van KU Leuven vooral af van de economische sector (97%), en niet zozeer van de verschillen tussen Vlaanderen en Wallonië (slechts 3%).
Als de bevolkingscijfers van de verschillende regio’s worden meegenomen, is er meer informatie uit de cijfers af te leiden:
| PIB/inw. per regio (2006)      | PIB/inw. per regio (2006) | PIB/inw. per regio (2006) | PIB/inw. per regio (2006) |
| ------------------------------ | ------------------------- | ------------------------- | ------------------------- |
| Brussels Hoofdstedelijk Gewest | Vlaanderen                | Wallonië                  |                           |
| 61.353 euro/inw.               | 28.554 euro/inw.          | 21.909 euro/inw.          |                           |

Nog duidelijker wordt het in het volgende overzicht, in het licht van het verwijt van Vlaanderen aan de andere regio’s dat er geld 'van noord naar zuid' wordt gesluisd.
| Brussels Hoofdstedelijk Gewest | Vlaanderen       |
| 30.884 euro/inw.               | 28.554 euro/inw. |

De regio Wallonië-Brussel beslaat twee derde van het totale Belgische grondgebied , hetgeen hogere kosten met zich meebrengt die samenhangen met de grotere afstanden (autowegen, waterwegen, openbaar vervoer, kadaster), terwijl de verdeelsleutel voor de budgetten berekend wordt per inwoner.

### Werkloosheidscijfers per regio
Het werkloosheidscijfer in Wallonië is gemiddeld genomen dubbel zo hoog als dat in Vlaanderen. In april 2012 bedroeg het werkloosheidscijfer in Vlaanderen 5,2%, in Wallonië was dit 13,2% en in Brussel 19,3%. In september 2012 was dit in Brussel gestegen naar 20,8%.
- In sommige gemeentes in de regio Luik, de Borinage en rond Charleroi ligt de werkloosheid rond de 20% van de beroepsbevolking.
- Een ander belangrijk punt is dat het hoge werkloosheidscijfer in Brussel ten dele veroorzaakt wordt door de administratieve splitsing tussen de stadsregio en het economische achterland waar veel werkgelegenheid is. Zo ligt de luchthaven van Brussel, die veel banen genereert, bijvoorbeeld op Vlaams grondgebied. Het reële werkloosheidscijfer van de Brusselse stadsregio (inclusief de provincies Waals-Brabant en Vlaams-Brabant) wordt geschat op 6 à 7% (maart 2012), en ligt daarmee iets onder het landelijk gemiddelde.
- In het hele land, en in het bijzonder de economisch belangrijke centra zoals Brussel, Antwerpen, Luik, Charleroi, Brugge en Gent, is er sprake van een tekort aan hoogopgeleide arbeidskrachten voor bepaalde branches. Dit is te wijten aan een matige afstemming tussen bedrijven en opleidingsinstanties, maar ook aan mobiliteitsproblemen in de grote steden.

| Werkloosheidspercentage per regio - Bevolking in de leeftijd van 15-64 jaar (2017) | Werkloosheidspercentage per regio - Bevolking in de leeftijd van 15-64 jaar (2017) | Werkloosheidspercentage per regio - Bevolking in de leeftijd van 15-64 jaar (2017) | Werkloosheidspercentage per regio - Bevolking in de leeftijd van 15-64 jaar (2017) |
| ---------------------------------------------------------------------------------- | ---------------------------------------------------------------------------------- | ---------------------------------------------------------------------------------- | ---------------------------------------------------------------------------------- |
| Brussels Hoofdstedelijk Gewest                                                     | Vlaanderen                                                                         | Wallonië                                                                           | Totaal                                                                             |
| 14,9%                                                                              | 4,2%                                                                               | 9,6%                                                                               | 7,1%                                                                               |

### Interregionale belastingstromen
De belastingstromen hebben hoofdzakelijk te maken met de sociale zekerheid. Bovendien geven sommige wetten op financieel vlak de mogelijkheid om fiscale inkomsten te herverdelen (niet alleen in de vorm van sociale uitkeringen)

#### Twistpunten en verwachtingen
Volgens een ruwe schatting ligt de fiscale overdracht van noord (regio Vlaanderen) naar zuid (regio Wallonië, Franse gemeenschap en hoofdstedelijk gewest Brussel) tussen de 2 en 12 miljard euro per jaar.
- Volgens een studie onder universiteitsdocenten (Vlaams, Waals en Franssprekend) die is uitgevoerd op verzoek van de Vlaamse overheid, blijkt dat het bedrag aan fiscale overdracht van noord naar zuid tussen de 2 en 3 miljard euro per jaar zou liggen.
- Volgens onderzoeken van KBC en KU Leuven zou dat bedrag rond de 6 miljard euro liggen.
- Volgens het Vlaamse onafhankelijkheidsmanifest 'In de Warande' zou het bedrag ongeveer 10 miljard euro zijn.

Er bestaan echter grote verschillen onder de regio’s: 50% van de belastingoverdracht is afkomstig uit regio Brussel en het achterland (de twee Brabantse provincies), terwijl 50% van deze overdracht ten goede komt aan de twee oude staal producerende bekkens, te weten de provincies Luik en Hainaut.
Een ander kenmerk van het federale systeem in België is dat een werknemer wordt aangeslagen voor zijn belastingen op basis van zijn woonplaats, en niet van de plaats waar hij werkt, zoals dat in het internationale recht geldt. Als dit wel het geval zou zijn, zou stadsgewest Brussel rond de 4 miljard euro extra binnenkrijgen op jaarbasis, ten nadele van de regio’s Vlaanderen en Wallonië.

#### Economische levensvatbaarheid van de regio Wallonië

##### De Vlaamse visie
Er zijn mensen, vooral in het noorden van het land, die betwijfelen of Wallonië economisch zou kunnen overleven als Vlaanderen zich ooit zou afscheiden van Wallonië. Als Wallonië bij Brussel zou blijven horen, zou dat goed kunnen lukken. Het probleem is echter dat er zich een geografisch obstakel bevindt tussen Wallonië en Brussel, dat bestaat uit een strook van ongeveer drie kilometer Vlaams grondgebied. Brussel ligt dus ingesloten in Vlaanderen. Sommige Vlaamse economen denken overigens dat de belastingoverdrachten gebruikt worden om de concurrentiepositie van Wallonië te ondermijnen. Op 31 januari 2007 benadrukte premier Yves Leterme, na een bevlogen toespraak voor het parlement van minister-president van het Waals gewest Elio Di Rupo diezelfde dag, dat Wallonië het belangrijkste exportland voor Vlaanderen was. In het licht van het verval van het Waalse onderwijs en de infrastructuur, maar ook van het gebrek aan goed beleid en aan een adequate manier om de Waalse staalindustrie te redden, is het onwaarschijnlijk dat het Waalse budget (7 miljard euro) overschreden zou worden met 2 tot 3 miljard euro aan belastingtransfers.

##### De Waalse visie
Het bestuderen van dit vraagstuk houdt verband met een eventuele afscheiding van Vlaanderen van Wallonië, waarbij de Belgische staat opgeheven zou worden. Er zouden twee of meer nieuwe entiteiten ontstaan met een eigen internationaal juridisch karakter. Een deel van het Vlaamse volk roept om deze splitsing, voornamelijk om redenen van identiteit. In de huidige structuur is Wallonië afhankelijk van financiering vanuit de federale overheid. In België vallen fiscale zaken immers onder de federale overheid, en ontvangen de regionale en gemeenschappelijke overheden toelages die verdeeld worden op basis van bevolkingsaantallen. Grofweg komt 40% van de belastinginkomsten terecht bij de 'Franstaligen', en 60% bij de Vlamingen. Wallonië blijkt slechts 26% bij te dragen aan het nationale inkomen van België (73,8 miljard euro op een totaal van 305,8 miljard euro), terwijl het bijna 32% van de fiscale opbrengsten ontvangt die verdeeld worden over de regio’s.
Wallonië kende dus enerzijds een lange periode van economische neergang, waarbij de inkomsten uit Brussel en Vlaanderen alleen maar dienden om de schade enigszins te beperken. Wallonië had anderzijds niet extreem te lijden onder de financiële crisis die intrad in 2008 (dankzij de weinig flexibele economie en dito arbeidsmarkt drong het effect van de crisis pas laat door in Wallonië, en was de terugslag evenmin hevig). Bovendien brengt de sterke groei van de luchtvaart veel activiteit met zich mee rond de luchthavens van Charleroi en Luik. Door de hoge werkloosheid in Wallonië en het relatief hoge aantal mensen dat in de publieke sector werkzaam is, lijkt het of Wallonië 'profiteert' van de solidariteit vanuit de andere regio’s. Het hoge werkloosheidscijfer kan echter grotendeels verklaard worden door de verandering van de economische structuur, en daarnaast aan het alom tegenwoordig zijn van overheidsbanen, vanwege het systeem van cliëntelistische politiek.
Met de presentatie van het plan Marshall en de update ervan naar '2.vert' werd de start van het herstel van de Waalse economie en de financiering ervan in gang gezet. Momenteel is de regio echter nog afhankelijk van Vlaanderen, dat tegenwoordig ook te kampen heeft met problemen op economisch gebied: de bevolking vergrijst, en de toename van het aantal ouderen dat de komende jaren met pensioen gaat drukt zwaar op het overheidsbudget. Bij het opnemen in de boeken van de banen bij de overheid wordt bovendien duidelijk dat een groot aantal Walen werkzaam is bij publieke instanties die in Brussel gevestigd zijn. De ontdekking van grote voorraden schaliegas in de Verenigde Staten was een opsteker voor de Vlaamse economie. De haven van Zeebrugge is immers de belangrijkste doorvoerhaven van aardgas voor het Europese continent. Omdat de Belgische kuststrook op Vlaams grondgebied ligt, kan Vlaanderen daarnaast stevig investeren in windmolenparken op zee.

## Steden en regio’s

### Hoofdstedelijk gewest Brussel

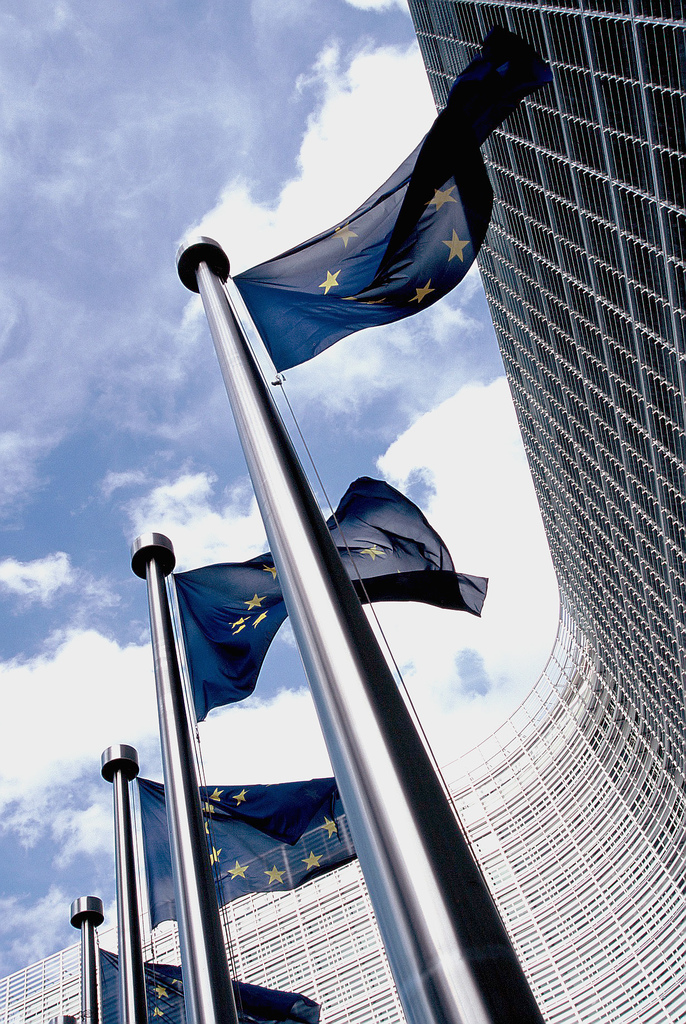
Europese vlaggen voor het gebouw van Berlaymont, zetel van de Europese Commissie

Brussel is de politieke, economische en culturele hoofdstad van België. Door de rol die Brussel speelt in de media als hoofdstad van de Europese Unie (zetel van de Europese Commissie, en bepaalde vergaderingen van het Europees Parlement vinden er plaats) is de Brusselse economie voornamelijk gericht op dienstverlening. Veel invloedrijke nationale, regionale en internationale instellingen hebben hun kantoor in de stad, net als veel instanties die aan de EU gelieerd zijn. In Brussel werken veel mensen uit de regio’s Vlaanderen en Wallonië, de zogenaamde pendelaars (forensen), en daarnaast zijn veel werknemers afkomstig uit Nederland en Frankrijk. Die laatsten nemen veel banen in, waardoor het werkloosheidscijfer in het hoofdstedelijk gewest Brussel het hoogste van België is (in september 2012 lag dit percentage op 20,8%).
Een belangrijke oorzaak hiervan is dat Brussel is ingericht naar Amerikaans model: de rijke klasse wil niet meer in het centrum van de stad wonen, en wijkt uit naar de groene buitenwijken. Dit heeft tot gevolg dat de oude dichtbevolkte wijken achteruit gaan en bewoners trekt die minder kapitaalkrachtig zijn en vaak een lager opleidingsniveau hebben. In bepaalde wijken in het centrum, binnen de 'vijfhoek' en centrum-oost is echter een tegenbeweging te zien, zoals in Sint-Gillis, Elsene, Etterbeek, Sint-Joost-ten-Node en Schaarbeek. Deze gentrificatie ontstaat doordat jonge actieve gezinnen hier hun intrek nemen. Ze wonen liever in de reuring van de stad dan in de saaie buitenwijken, en daarnaast vermijden ze de dagelijkse files tijdens het spitsuur.
Brussel heeft zich ontwikkeld tot wereldstad in de breedste zin van het woord. Verschillende internationale instellingen hebben hun kantoor hier gevestigd, zoals de NAVO, een aantal instanties van de Europese Unie, meer dan 1000 vertegenwoordigingen van internationale organisaties en ruim 2000 internationale bedrijven. Tot slot staat Brussel als derde op de ranglijst van steden die internationale conferenties faciliteren.

### Vlaanderen

#### Antwerpen

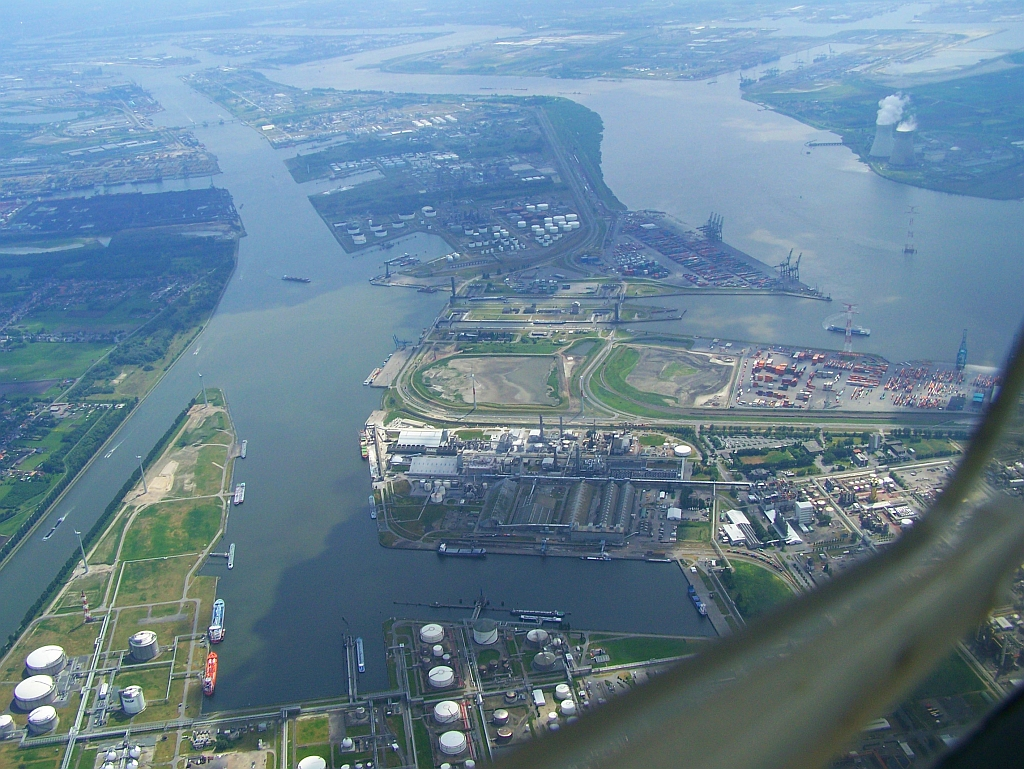
De Antwerpse haven

Na Brussel is de Antwerpse agglomeratie het belangrijkste economische centrum van België. De belangrijkste economische activiteiten bestaat uit:
- De haven (tweede haven van Europa, zesde haven op wereldniveau) en alle transport en logistiek die daarmee samenhangen (1/3 van het transport in België).
- De diamanthandel. Antwerpen is de hoofdstad van de diamanthandel, die ongeveer een tiende van de export bestrijkt.
- De chemische industrie. De BASF-fabriek in Antwerpen is de grootste van dit concern buiten Duitsland en neemt 2% van de Belgische export voor zijn rekening. Ook is er veel petrochemische industrie gevestigd: Antwerpen herbergt veel sevesobedrijven.
- Industrie en dienstverlening: auto-industrie, telecommunicatie, fotoartikelen.

#### Brugge

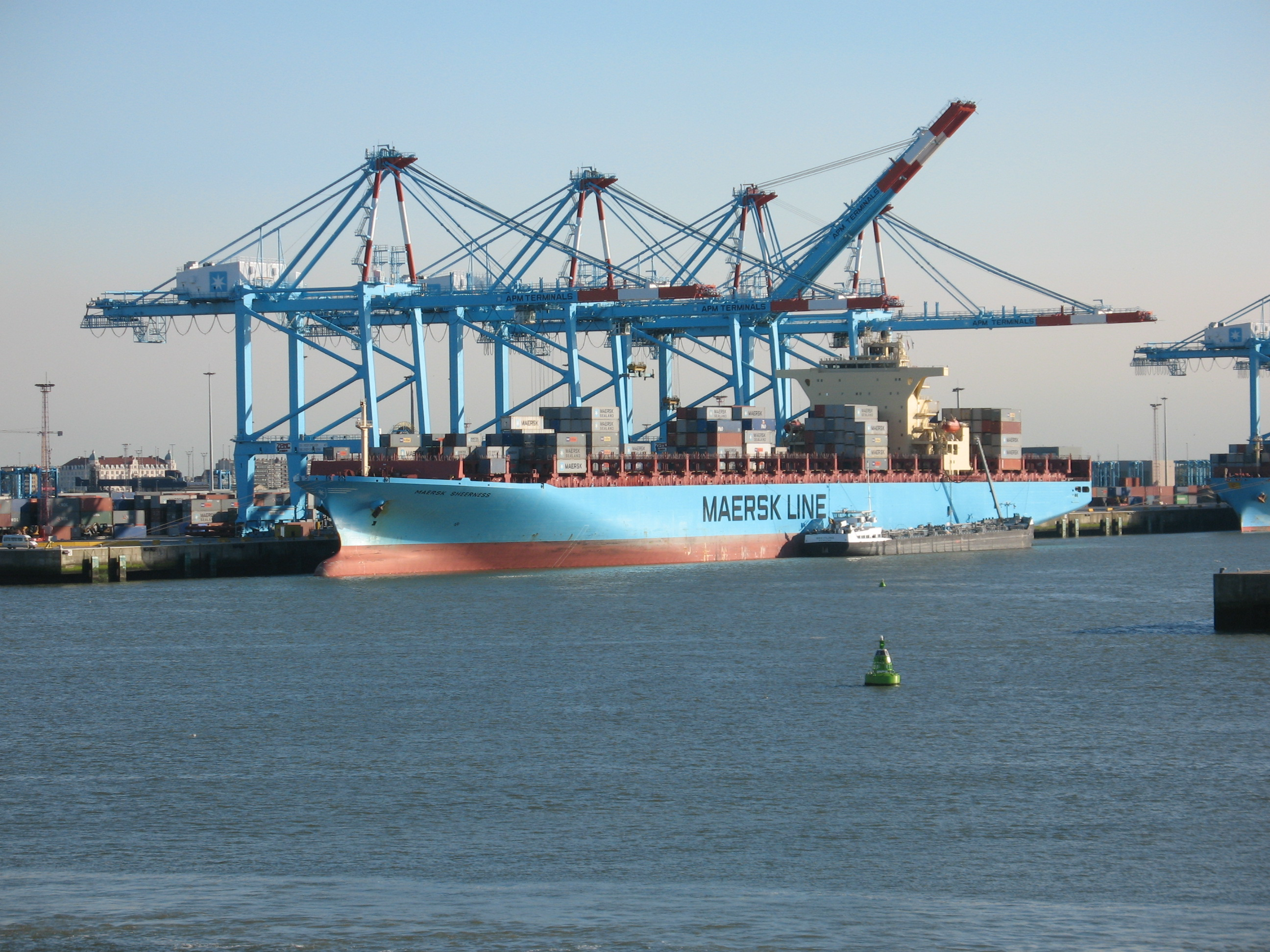
Havenkranen in Zeebrugge

Brugge-Zeebrugge is naast de snelst groeiende haven ook de meest moderne haven van Europa. Zeebrugge is de eerste haven die roroverkeer faciliteert en installaties bezit om vloeibaar aardgas te transporteren. Voor de im- en export van nieuwe auto’s is Zeebrugge mondiaal gezien de belangrijkste haven.
Ook toerisme is een belangrijke pijler van de economie van Brugge en omgeving. Brugge is een grote toeristische trekpleister, waar jaarlijks zo’n 2,5 miljoen toeristen naartoe komen. In 2007 werden er 1,4 miljoen overnachtingen geregistreerd.

#### Gent
De haven van Gent heeft serieuze concurrentie van de havens van Antwerpen, Brugge en Rotterdam. Deze concurrentie dwingt de Gentse haven om zich aan te passen, en zich te specialiseren om te kunnen blijven bijdragen aan de Belgische haveneconomie (de Gentse haven levert 1,7% van het bbp). Voor alles hangt commercieel succes af van een uitgebreide analyse van de omgeven, en een overzicht van de wensen van de scheepsbevrachters. De havenautoriteit oriënteert zich op een socio-economische missie. De belangen van de stad, de haven en de regio hangen immers met elkaar samen, getuige bijvoorbeeld de werkgelegenheid die de haven genereert: 25000 banen direct aan de haven gelieerd, en evenzoveel banen die indirect met de haven te maken hebben.
De Gentse haven zoekt niet in de eerste plaats naar winst tegen elke prijs, maar kijkt via de keuze voor investeringen en het commerciële beleid hoe dit zo voordelig mogelijk uitpakt voor de gemeenschap. Het opzetten van projecten in het kader van industriële havenlogistiek is hier onderdeel van. Daarnaast wordt gezocht naar zeer specifieke niches in transport, via de reguliere transportlijnen, om de concurrentie van de buren bij te kunnen houden. De Gentse haven presenteert zich bovendien als multimodaal knooppunt, en niet alleen als zeehaven. Naast het maritieme verkeer verwerkt de scheepvaart via de rivier 15 miljoen ton vracht per jaar. Daarbij vervoert het wegverkeer nog eens 5 miljoen ton en wordt via de spoorwegen 4 miljoen ton vervoerd. Deze vervoersstromen worden in goede banen geleid door middel van samenwerking tussen vele partijen. Een goede onderlinge afstemming tussen de havenautoriteiten, het stadsbestuur, het havenpersoneel, de bedrijven en regionale vertegenwoordigers is daarbij van essentieel belang.

### Wallonië

#### Luik
Met zijn inwonertal van 200.000 is Luik de belangrijkste stad van Wallonië op economisch gebied. Net als in Charleroi was de staalindustrie (Cockerill-Sambre enz.) jarenlang de grootste industrietak in Luik en omgeving. Deze branche kent echter momenteel een neergang.
Rond Luik zijn nog talloze andere bedrijven gevestigd, zoals machine- en metaalbouwfabrieken (FN Herstal) en bedrijven in de lucht- en ruimtevaartindustrie (Techspace Aero). Verder bevinden zich ook bedrijven in de voedingsmiddelenindustrie bij Luik, zoals bier (Jupiler), frisdrank en bronwater (Spa en Chaudfontaine).
De stad kan bogen op een multimodaal transportnetwerk:
- De autonome haven in Luik (de op een na grootste rivierhaven in Europa)
- De luchthaven van Luik (de negende luchthaven van Europa op het gebied van vrachtvervoer)
- Het treinstation Luik-Guillemins, met de nieuwe TGV-lijnen van Brussel naar Luik, en van Luik naar de Duitse grens
- Een groot verkeersknooppunt met zeven uitvalswegen

De universiteit van Luik levert veel spin-offs en daar in de buurt vindt men bedrijven in hoogwaardige technologie, zoals EVS.

#### Charleroi

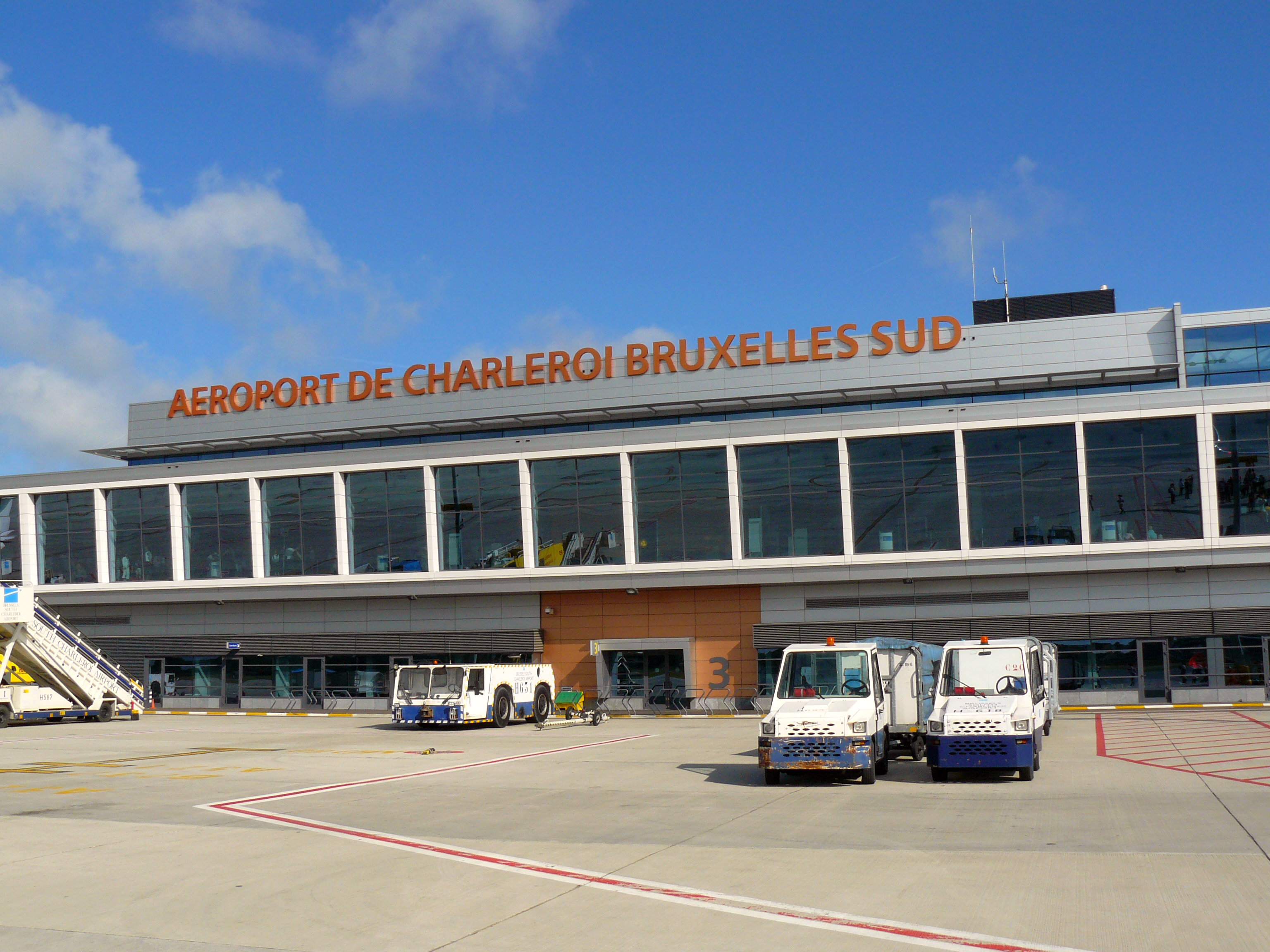
Luchthaven Charleroi – Brussel Zuid

De op een na grootste stad in Wallonië is eveneens van aanzienlijke economische waarde. Van oudsher zijn drie industrietakken gevestigd in de regio Charleroi, te weten steenkool, staalbouw en glas. Terwijl de steenkoolmijnen verleden tijd zijn, zijn de staal- en de glasindustrie geherstructureerd, waardoor ze nog altijd een belangrijke plaats innemen in de economie van Charleroi. Zo is Industeel, een vestiging van Arcelor, wereldwijd marktleider op het gebied van roestvrijstalen producten. AGC Automotive, een vestiging van Asahi Glass, is een grote speler op de markt voor autoruiten. Andere sectoren zijn ook in opkomst rond Charleroi waaronder de aeronautische industrie (SABCA, Sonaca), logistiek, drukwerk en biotechnologie. Deze laatste profiteert van de vestiging van een onderzoekscentrum van de Vrije Universiteit Brussel, en van de ontwikkeling van een wetenschappelijk en technologisch centrum bij Gosselies, Aéropole. Deze liggen in de buurt van Caterpillar, een van de grootste banengenerators in de regio rond Charleroi. Veel spin-off bedrijven vanuit het onderzoeksinstituut van de ULB zijn gevestigd op het terrein van Aéropole.
Charleroi voorziet in hoogwaardige infrastructuur, zoals:
- Luchthaven Charleroi-Brussel Zuid (op een na grootste passagiersluchthaven van België)
- De autonome haven van Charleroi (PAC) ken het multimodale platform Charleroi-Châtelet (MCC)
- Een wijdvertakt wegennetwerk